# Georges Ier (roi des Hellènes)
Vous lisez un « article de qualité » labellisé en 2010.  Il fait partie d'un « thème de qualité ».
Pour les articles homonymes, voir Georges Ier et Georges de Grèce (homonymie).
Georges Ier de Grèce (en grec moderne : Γεώργιος Αʹ της Ελλάδας / Geórgios I tis Elládas), par son élection roi des Hellènes, est né Guillaume de Schleswig-Holstein-Sonderbourg-Glücksbourg, prince de Danemark, le 24 décembre 1845 à Copenhague, au Danemark, et mort le 18 mars 1913 à Thessalonique, en Grèce. Deuxième souverain de la Grèce moderne et fondateur de la dynastie royale hellène contemporaine, il règne presque cinquante ans, de 1863 à 1913.
Deuxième fils du futur Christian IX de Danemark, le prince Guillaume s'engage, à l'adolescence, dans la marine royale danoise. Élu roi des Hellènes à l'âge de dix-sept ans, il prend le nom de Georges Ier et s'installe dans son nouveau pays en 1863. Désireux de ne pas commettre les mêmes erreurs que son prédécesseur, le roi Othon Ier, le jeune monarque ne tarde pas à s’helléniser et à aller à la rencontre de ses sujets. Encore jeune et inexpérimenté, Georges Ier est confronté à une situation intérieure très difficile. À son arrivée au pouvoir, la scène politique grecque est en effet divisée et de graves problèmes financiers secouent le pays. L’agitation nationaliste est par ailleurs très forte et la Grande Idée, autrement dit le désir de réunir tous les Grecs dans un seul et même pays, est au cœur de la politique nationale.
Le règne de Georges Ier est donc largement marqué par les velléités expansionnistes de la population hellène et par l’annexion, tantôt pacifique, tantôt violente, de plusieurs provinces majoritairement peuplées de Grecs : les îles Ioniennes (1864), la Thessalie (1880) et surtout la Macédoine, l’Épire et la Crète (1913). Malgré tout, la politique du roi est loin d’être toujours couronnée de succès et des humiliations nationales (comme lorsque les grandes puissances organisent un blocus contre le pays en 1885) et de graves défaites militaires (comme lors de la guerre gréco-turque de 1897) ponctuent également son règne. En outre, malgré le respect qu'il affiche vis-à-vis du régime parlementaire mis en place par la constitution de 1864, le souverain est périodiquement la cible des critiques de la classe politique et de l'armée. Le coup de Goudi (1909), qui permet l'entrée en scène d'Elefthérios Venizélos dans la vie politique grecque, est ainsi l'un des moments les plus compliqués de la vie du monarque.
Sur un plan plus personnel, Georges Ier, qui reste luthérien jusqu'à sa mort, épouse, en 1867, la grande-duchesse orthodoxe Olga Constantinovna de Russie. Très uni, le couple donne naissance à huit enfants, avec lesquels le souverain entretient des relations étroites mais parfois orageuses. À travers eux, le roi est l'ancêtre de plusieurs souverains et prétendants européens. Georges Ier meurt assassiné, à Thessalonique, par un déséquilibré du nom d'Aléxandros Schinás, en 1913, et son fils Constantin Ier lui succède alors sur le trône de Grèce.

## Famille
Georges Ier est le troisième enfant et le deuxième fils du roi Christian IX de Danemark (1818-1906), surnommé le « Beau-père de l'Europe », et de son épouse la princesse Louise de Hesse-Cassel (1817-1898). Il est donc le frère de nombreux monarques et prétendants européens : le roi Frédéric VIII de Danemark (1843-1912), la reine Alexandra du Royaume-Uni (1844-1925), la tsarine Maria Feodorovna de Russie (1847-1928) et la princesse royale Thyra de Hanovre (1853-1933).

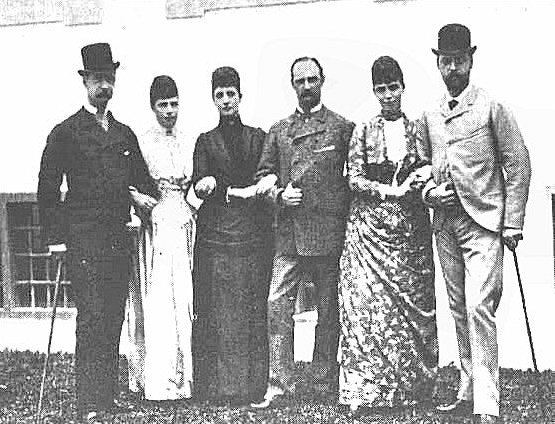
Les enfants du roi Christian IX de Danemark en 1882. De gauche à droite, apparaissent Georges Ier, Maria Feodorovna de Russie, Alexandra du Royaume-Uni, Frédéric VIII de Danemark, Thyra de Hanovre et Valdemar de Danemark.

Le 27 octobre 1867, le roi Georges Ier épouse, à Saint-Pétersbourg, la grande-duchesse Olga Constantinovna de Russie (1851-1926), fille du grand-duc Constantin Nikolaïevitch de Russie (1827-1892) et de son épouse la princesse Alexandra de Saxe-Altenbourg (1830-1911), devenue, après sa conversion à l’orthodoxie, la grande-duchesse Alexandra Iosifovna de Russie. Petite-fille du tsar Nicolas Ier de Russie (1796-1855), la princesse Olga est née dans la religion orthodoxe alors que son époux est resté luthérien. Elle a également la particularité d’être une descendante directe en ligne matrilinéaire de l’impératrice byzantine Euphrosyne Doukaina Kamatera (v. 1155-1211) et de son époux l’empereur Alexis III Ange (1195-1203).
Du mariage de Georges Ier et d’Olga de Russie naissent huit enfants :
- Constantin Ier de Grèce (1868-1923), roi des Hellènes (1913-1917 puis 1920-1922), qui épouse la princesse allemande Sophie de Prusse (1870-1932) ;
- Georges de Grèce (1869-1957), prince de Grèce et de Danemark et Haut-Commissaire de la Crète autonome (1898-1906), qui épouse la princesse française Marie Bonaparte (1882-1962) ;
- Alexandra de Grèce (1870-1891), princesse de Grèce et de Danemark, qui épouse le grand-duc Paul Alexandrovitch de Russie (1860-1919) ;
- Nicolas de Grèce (1872-1938), prince de Grèce et de Danemark et gouverneur de Thessalonique (1912-1913), qui épouse la grande-duchesse Hélène Vladimirovna de Russie (1882-1957) ;
- Marie de Grèce (1876-1940), princesse de Grèce et de Danemark, qui épouse, en premières noces, le grand-duc Georges Mikhaïlovitch de Russie (1863-1919) puis, en secondes noces, l’amiral Periklís Ioannídis (1881-1965), gouverneur du Dodécanèse (1947-1951) ;
- Olga de Grèce (26 mars 1880 - 20 octobre 1880), princesse de Grèce et de Danemark ;
- André de Grèce (1882-1944), prince de Grèce et de Danemark, qui épouse la princesse Alice de Battenberg (1885-1969) ;
- Christophe de Grèce (1888-1940), prince de Grèce et de Danemark, qui épouse, en premières noces, la roturière américaine Nancy Stewart (1878-1923) devenue, après sa conversion à l'orthodoxie, la princesse Anastasia de Grèce, puis, en secondes noces, la princesse française Françoise d'Orléans (1902-1953).

Georges Ier a engendré une nombreuse descendance européenne. Il est également l’ancêtre de plusieurs personnalités américaines, comme le maire de Palm Beach Paul Ilynsky (1928-2004), l'officier de la CIA David Chavchavadze (1924-2014) ou l’actrice Catherine Oxenberg (1961).

## Biographie

### Premières années (1845-1863)

#### Une jeunesse danoise

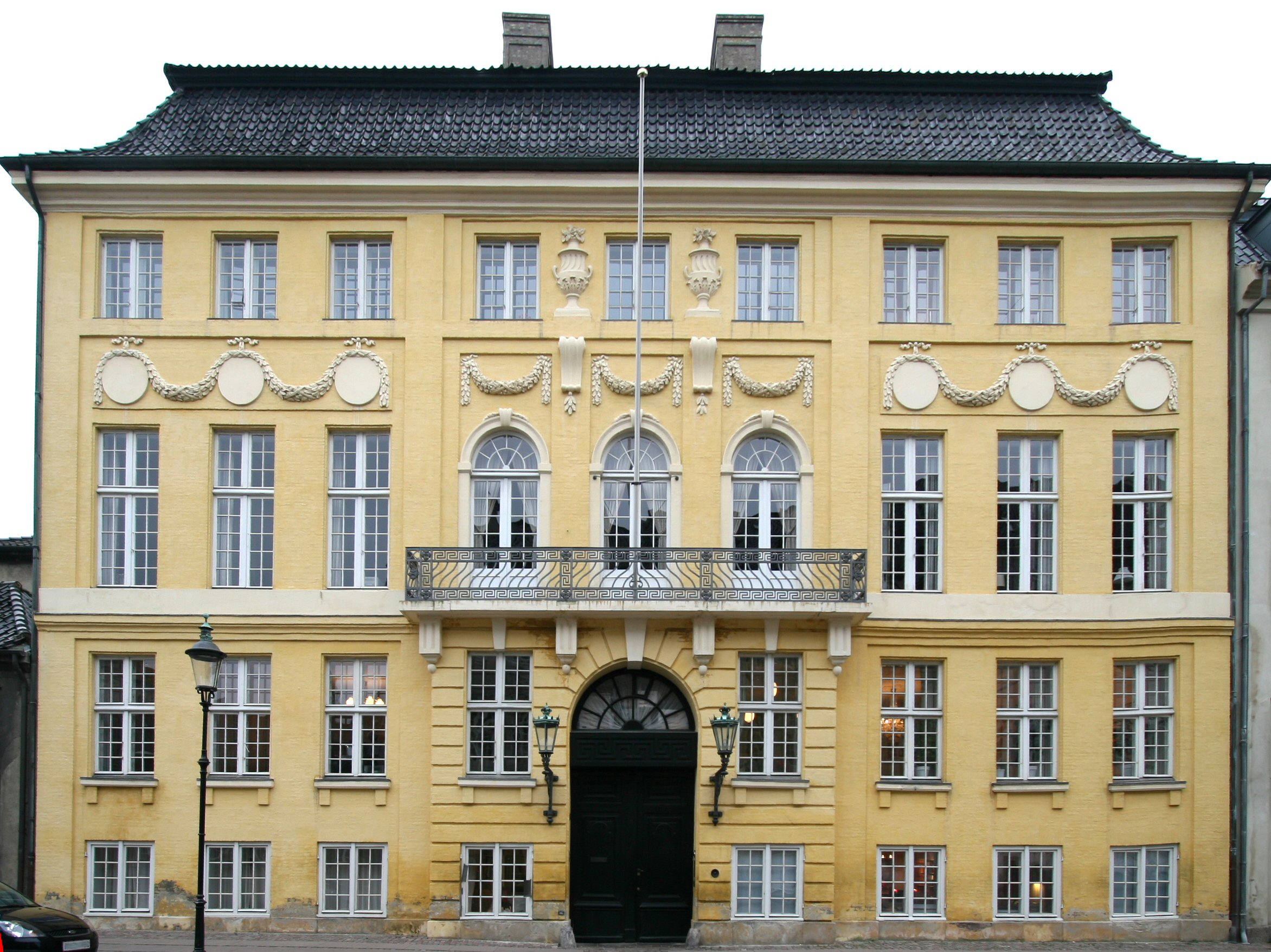
Le palais Jaune en 2006.

L’enfance et l'adolescence de Guillaume de Schleswig-Holstein sont peu connues. Lorsqu’il voit le jour, en 1845, son père, le futur Christian IX de Danemark, n’est qu’un membre d’une branche cadette de la famille royale de Danemark. Il est seulement reconnu héritier du roi Frédéric VII, qui n'a pas de descendance, par le traité de Londres de 1852 et par une ordonnance royale danoise datée du 31 juillet 1853.
Le jeune garçon partage son enfance entre le palais Jaune de Copenhague et celui de Bernstorff, qui est mis à la disposition de sa famille par le roi chaque été. Il passe aussi quelques moments au château de Rumpenheim, où il côtoie le futur chancelier allemand Bernhard von Bülow. Le prince reçoit une éducation assez simple, largement dirigée par ses parents et des gouvernantes britanniques. Le danois est sa langue maternelle et l'anglais sa deuxième langue. Il apprend également l’allemand et un peu de français.
Une fois adolescent, Guillaume intègre la marine royale danoise, ce qui lui vaut notamment d’accompagner, au Royaume-Uni, sa sœur, la princesse Alexandra, à l'occasion de son mariage avec le prince de Galles, en mars 1863.

#### Une élection inattendue

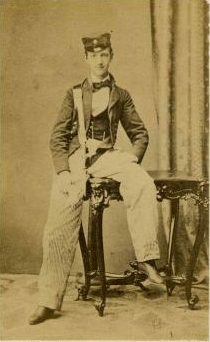
Le prince Guillaume de Danemark, futur Georges Ier, vers 1860.

En octobre 1862, une révolution renverse le roi Othon Ier de Grèce. Le peuple hellène refuse de voir le prince Luitpold de Bavière, frère et successeur désigné d’Othon, remplacer celui-ci à la tête du pays.
Le gouvernement grec organise, en décembre 1862, une consultation populaire pour élire à la tête du royaume un prince étranger ayant la faveur de ses futurs sujets. Lors de ce référendum, Alfred du Royaume-Uni, second fils de la reine Victoria, est élu avec 230 066 voix tandis que le prince Guillaume, également désigné comme candidat possible, n’en recueille que six. Cependant, le candidat anglais est écarté par les « Puissances protectrices » (Russie, France et Grande-Bretagne) qui dirigent la politique du jeune État grec. Le choix d’un fils de Victoria risquerait en effet de donner une trop grande influence au Royaume-Uni sur le gouvernement d’Athènes, et le traité de Londres de 1832 interdit aux membres des familles régnantes des « Puissances protectrices » de monter sur le trône hellène. La souveraine britannique est par ailleurs opposée à cette élection : elle désire en effet voir son fils devenir duc de Saxe-Cobourg-Gotha à la suite de son oncle, Ernest II.
D’autres candidats, parmi lesquels le duc Nicolas de Leuchtenberg, l’ex-roi Ferdinand II de Portugal, le duc Ernest II de Saxe-Cobourg-Gotha ou le prince Guillaume de Bade, sont avancés pour remplacer Othon, mais tous sont rejetés par l’une des trois puissances ou renoncent à la succession. Pendant cinq mois, la Grèce est donc sans souverain et l’instabilité gagne le pays.
En mars 1863, le Royaume-Uni propose le nom du prince Guillaume de Danemark. Âgé de seulement 17 ans, le jeune homme a l’avantage d’être le beau-frère du prince de Galles et d’avoir une sœur fiancée au tsarévitch de Russie. Il parvient donc rapidement à faire l’unanimité auprès des grandes puissances, et il est élu roi par l’Assemblée nationale grecque sous le nom de Georges Ier le 30 mars 1863 (18 mars julien). Il faut cependant plusieurs mois pour que l’élection du prince Guillaume soit acceptée par la famille royale de Danemark. Le prince Christian et son épouse Louise de Hesse-Cassel craignent en effet pour l’avenir de leur fils et demandent pour lui d’importantes garanties de la part des grandes puissances. La conférence de Londres du 5 juin 1863 permet cependant de rassurer les Danois et de rendre l’élection effective.
Par le truchement des grandes puissances, Guillaume ceint donc une couronne quelques mois seulement avant son père. Contrairement au roi Othon Ier, Guillaume n’est pas élu « roi de Grèce » mais seulement « roi des Hellènes » : c’est là la marque du refus de ses sujets d’être à nouveau dirigés par un souverain despotique. C'est aussi l'affirmation qu'il règne sur tous les Grecs, y compris ceux qui vivent en dehors du royaume de Grèce,.

### Débuts du règne (1863-1866)

#### De l’arrivée en Grèce à l’annexion des Ioniennes

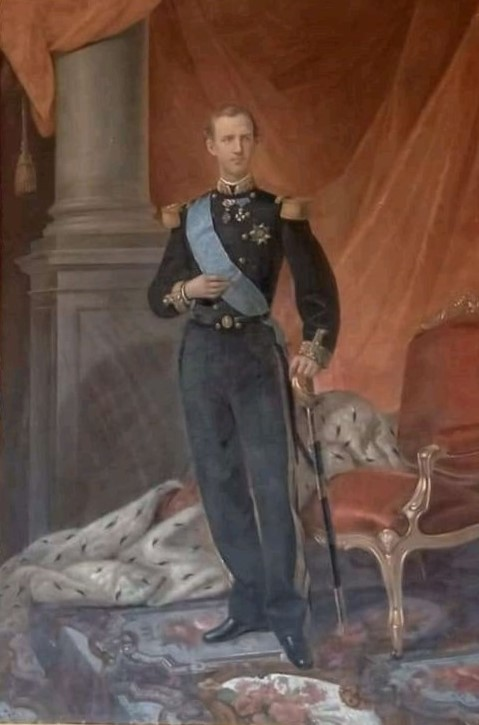
Georges Ier en 1864.

Dès son intronisation à Copenhague par une délégation grecque conduite par l'amiral Konstantínos Kanáris, les circonstances semblent favorables au nouveau monarque. Ainsi qu'il l'avait promis au moment de l'élection royale, le gouvernement britannique annonce en effet qu’il compte céder les îles Ioniennes à la Grèce en l'honneur du souverain. Malgré tout, la cession tarde à s’opérer et le jeune roi quitte le Danemark, le 17 septembre 1863, plusieurs mois avant que l’archipel soit officiellement devenu grec.
Avant de gagner son royaume, Georges Ier effectue un voyage diplomatique auprès des Cours des trois puissances protectrices afin de remercier leur gouvernement d’avoir soutenu sa candidature lors de l’élection. Il passe ainsi quelques jours à Saint-Pétersbourg, Londres et Paris avant de partir pour la Grèce depuis Toulon. Dans le port français, il embarque sur l’Hellas le 22 octobre et arrive devant Le Pirée le 29,.
L’arrivée du roi des Hellènes à Athènes, le 30 octobre 1863, donne lieu à des scènes de liesse populaire. Pendant une semaine, l’Acropole et le temple de Zeus sont illuminés en l’honneur du jeune souverain et des festivités sont organisées dans la capitale,. Malgré son jeune âge (il n’a pas encore dix-huit ans), Georges a été déclaré majeur par l’Assemblée hellénique le 27 juin 1863, et c’est donc en tant que souverain de plein droit qu’il prête serment devant le Parlement grec le 30 octobre,.
Les premiers mois de son règne sont difficiles. Le jeune homme, dont l’attitude est parfois jugée puérile par les diplomates des puissances, s’intéresse d'abord peu à la politique. C’est donc le comte Wilhelm Sponneck, choisi par Copenhague pour le conseiller, qui prend en main les rênes du pouvoir et préside le conseil des ministres. Or, l’homme d’État danois fait preuve de beaucoup de maladresses dans sa gestion des affaires du royaume, dans un contexte de fortes tensions entre les partis politiques.

Le drapeau des îles Ioniennes sous protectorat britannique (1814-1864).

Fin mai 1864, la question des Ioniennes étant en passe d’être réglée, le jeune roi entreprend un voyage à travers le Péloponnèse qui le conduit notamment à Corinthe, Argos, Tripolizza et Sparte. Après avoir longuement visité Navarin, siège de l’une des plus importantes batailles de la guerre d’indépendance, le roi gagne Kalamata, où il embarque sur l’Hellas. Accompagné des ambassadeurs des puissances protectrices, il se rend ensuite à Corfou, où l’ancien gouverneur britannique des Ioniennes, sir Henry Knight Storks, lui remet officiellement l’archipel,.
Le 2 juin 1864 (21 mai julien), les îles Ioniennes sont intégrées au royaume hellène, au grand bonheur de leurs habitants. Cependant, le gouvernement de Georges mécontente rapidement la population locale par les mesures qu'il adopte. Il rattache en effet l'Église ionienne, qui dépendait jusque-là du patriarche œcuménique, à l'Église grecque autocéphale et supprime l'Académie ionienne, établissement d'enseignement supérieur qui avait joué un grand rôle dans le développement du sentiment national grec. Ce faisant, il réveille le particularisme des insulaires et, à Athènes, les députés de l’archipel menacent un moment de faire appel au Royaume-Uni pour recouvrer leur autonomie,.

#### Politique intérieure et extérieure

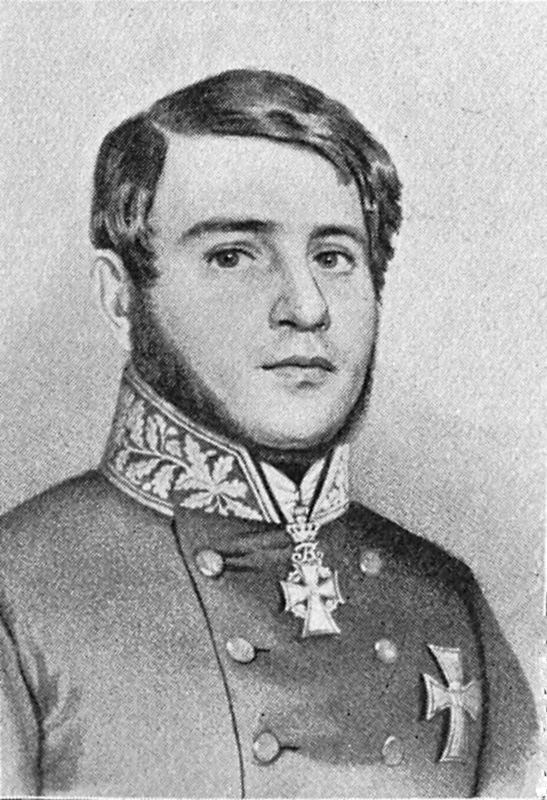
Le comte Wilhelm Sponneck, conseiller du roi Georges Ier.

Déterminé à ne pas commettre les mêmes erreurs que son prédécesseur, Georges Ier apprend rapidement la langue grecque et s'hellénise avec l'aide de l'homme politique Aléxandros Koumoundoúros. Le roi choisit pour devise « Ma force est l’amour de mon peuple » et se montre fréquemment dans les rues d’Athènes. Contrairement à Othon Ier, il s'y promène sans aucune pompe et n’hésite pas à se mêler à la population, ce qui lui gagne l'attachement de ses sujets. Il profite par ailleurs de chaque occasion pour parcourir la Grèce et rencontrer ses habitants.
Surtout, le roi prend garde de ne pas apparaître comme la marionnette d’une puissance étrangère. En février 1865, il expulse ainsi, au Danemark, son oncle, le prince Jules de Schleswig-Holstein que son père, le roi Christian IX, lui a pourtant envoyé dans le but de renverser le comte Wilhelm Sponneck. Georges Ier déclare alors fermement : « Je ne permettrai à personne, et pas même à un membre de ma Maison, d’interférer dans la conduite de mon gouvernement ! ». Mais, peu de temps après, le roi renvoie également Sponneck, qui est détesté de la classe politique grecque,.
Politiquement, Georges Ier pèse de tout son poids pour que l’Assemblée hellénique mette un terme aux débats divisant les députés et adopte la nouvelle constitution sur laquelle ils travaillent depuis le renversement d’Othon Ier. Le 19 octobre 1864, le souverain envoie ainsi une demande, contresignée par le Premier ministre Konstantínos Kanáris, expliquant aux parlementaires qu’il a accepté la couronne en pensant qu’une nouvelle loi fondamentale serait rapidement votée et que, si tel n’était pas le cas, il se sentirait tout à fait libre de quitter la Grèce et de retourner vivre au Danemark. Alarmés par la menace royale, les députés s'accordent sur le texte constitutionnel,.

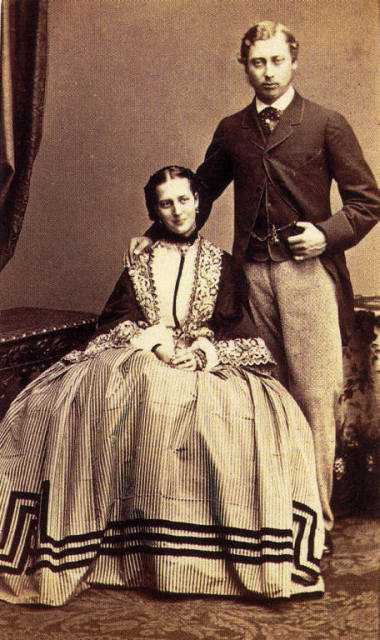
Le prince et la princesse de Galles peu après leur mariage (v. 1863).

Le 28 novembre 1864, le roi prête serment sur la nouvelle constitution, qui met en place une « démocratie couronnée » (en grec : vasilevomeni dimokratia). Le texte donne en effet le jour à une monarchie constitutionnelle dotée d'un parlement monocaméral (la Voulí) élu au suffrage universel masculin,. En dépit des réformes, la corruption et la proportion élevée d'analphabètes rendent le gouvernement du pays très difficile. Tout au long du règne de Georges Ier, se déroulent ainsi en Grèce vingt-et-une élections législatives tandis que soixante-dix gouvernements différents se succèdent.
Sur la scène internationale, le roi maintient une politique prudente. S’il n’est pas opposé à la Grande Idée, il est conscient de la difficulté que représente sa mise en œuvre. Il garde ainsi une attitude mesurée vis-à-vis de son voisin, l’Empire ottoman. Le roi compte néanmoins sur ses relations familiales pour l’aider à réaliser l’union de tous les Grecs dans un même État. Il s’appuie particulièrement sur son beau-frère, le futur Édouard VII du Royaume-Uni, qui est pour lui un fidèle soutien. Les liens entre les deux hommes apparaissent clairement lors de la révolte crétoise de 1866-1869, pendant laquelle le prince de Galles fait pression sur le ministre britannique des Affaires étrangères, Edward Stanley, comte de Derby, pour qu’il intervienne en faveur des Grecs contre la Sublime Porte. Cependant, les puissances protectrices refusent de soutenir les irrédentistes hellènes et les Turcs écrasent la rébellion dans le sang.

#### Un royaume ruiné

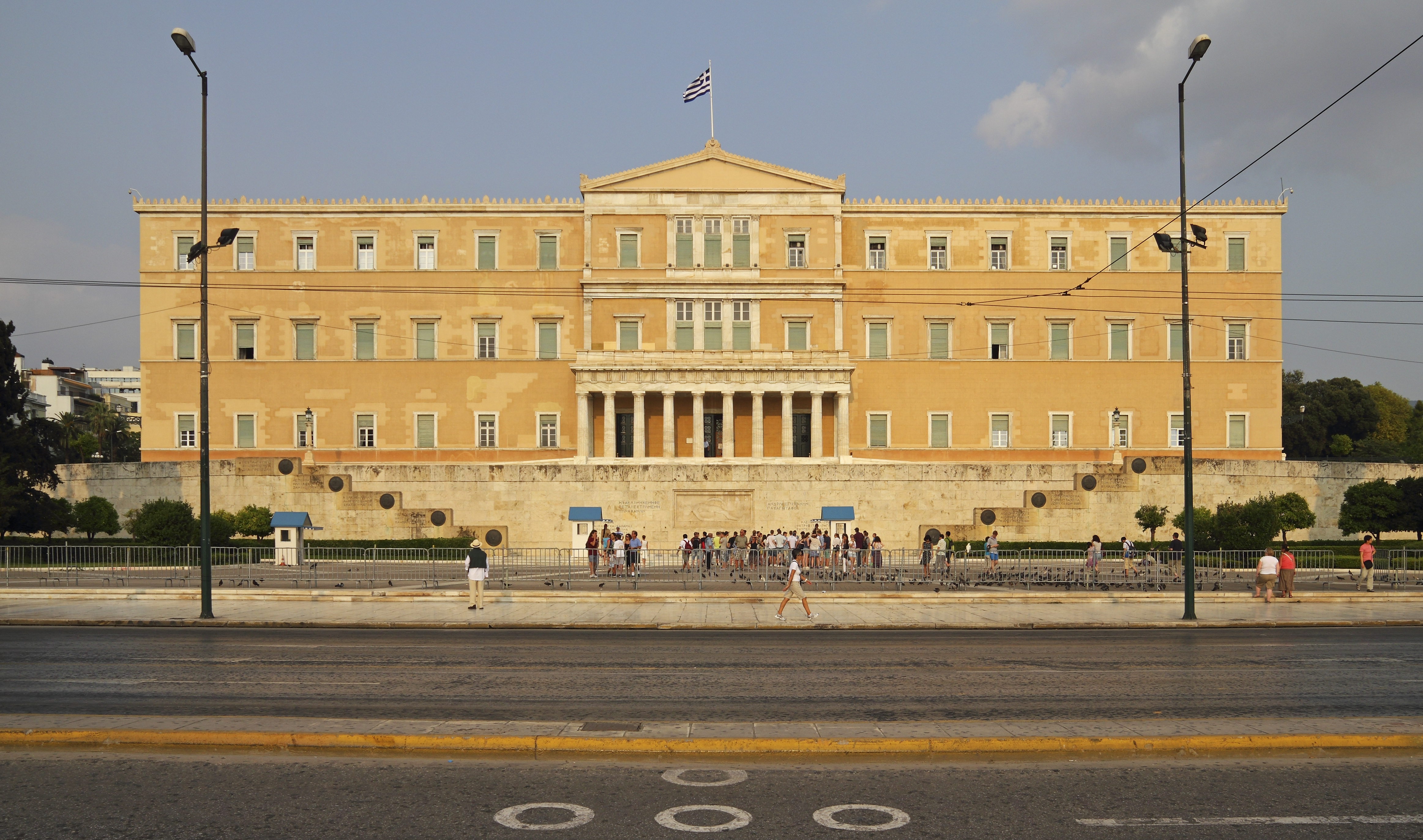
Le palais royal de Georges Ier, actuel siège du Parlement (2013).

Lorsque Georges Ier arrive en Grèce en 1863, les finances du pays sont au plus bas. Depuis 1861, Athènes n’a pas remboursé les dettes qu’elle a contractées auprès des puissances protectrices et le pays est au bord de la banqueroute. La situation est tellement difficile que les ministres doivent, certains jours, demander de l’argent auprès des particuliers pour faire fonctionner le royaume. Le pouvoir cherche donc à obtenir des puissances qu’elles renoncent à leurs créances afin de pouvoir souscrire de nouveaux emprunts. Des tractations sont conduites dans ce sens en janvier 1864 mais les gouvernements étrangers acceptent seulement de ré-échelonner la dette grecque. Athènes doit donc se résoudre à mener une politique de rigueur afin de réaliser des économies,.
Heureusement pour Georges Ier, la liste civile qui lui a été promise lors de l’élection royale est directement liée aux revenus perçus sur les îles Ioniennes, dont la santé économique est bien meilleure que celle de la Grèce continentale, et sur le produit des remboursements que le royaume hellène doit aux puissances protectrices. Le souverain n’a donc pas trop à s’inquiéter pour ses propres finances. Son train de vie reste cependant modeste, d’autant que le palais où il réside, et qui appartenait au roi Othon Ier avant le changement de dynastie, a été saccagé pendant la révolution de 1862 et que le mobilier et les objets qui le remplissaient ont été rendus à son ancien propriétaire,.

### Entre difficultés politiques et bonheur familial (1866-1870)

#### La Révolte crétoise de 1866-1869 et ses conséquences

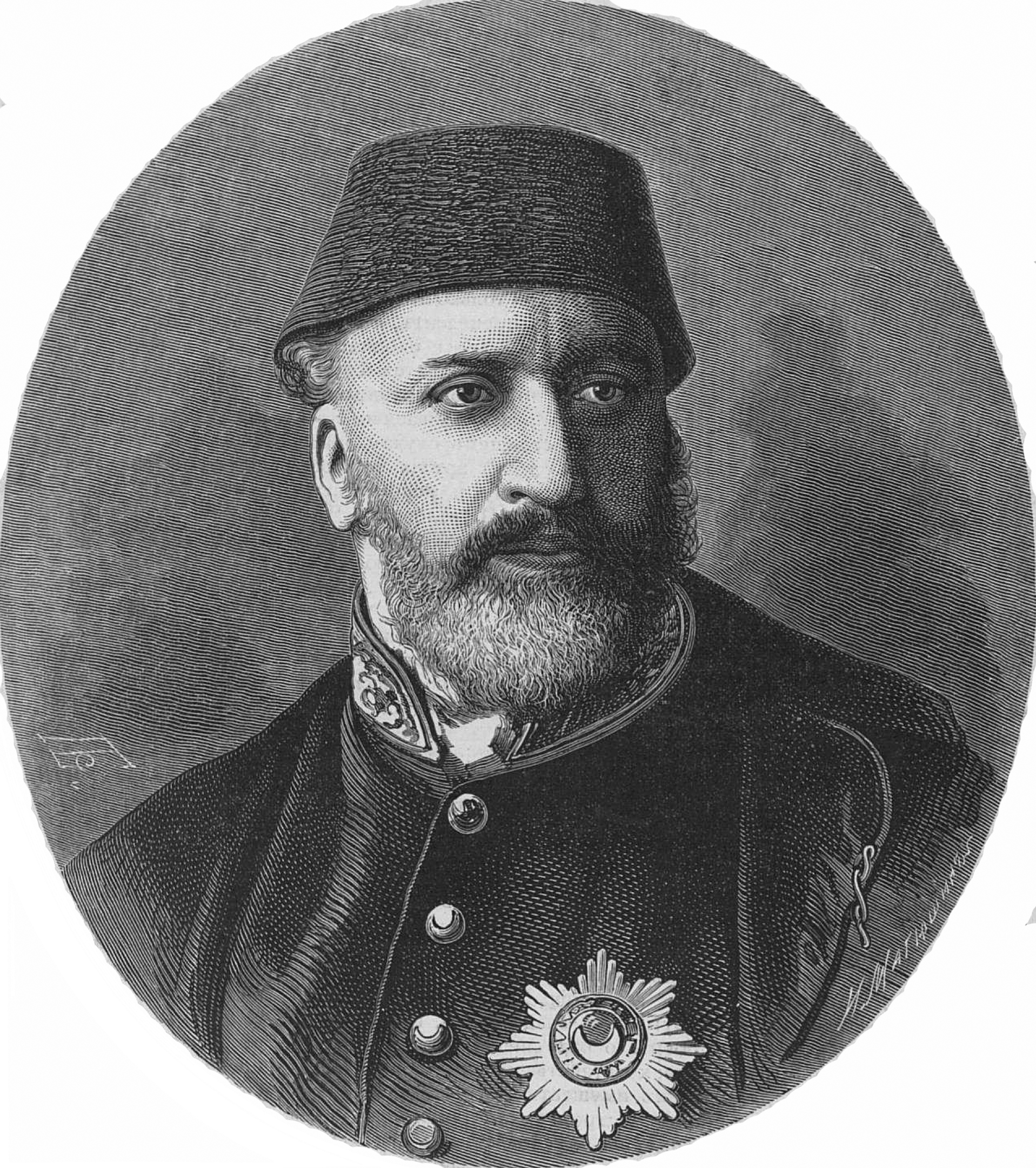
Le sultan ottoman Abdülaziz (v. 1876).

Au printemps 1866, des réunions se déroulent dans différents villages crétois et, le 14 mai, une assemblée, qui se tient près de La Canée, rédige une pétition qu'elle envoie au sultan ottoman et aux consuls des puissances européennes, parmi lesquelles la Grèce. Sans aller jusqu’à revendiquer l’indépendance de leur île, les Crétois demandent une série de réformes fiscales et politiques aux autorités ottomanes,.
Le sultan Abdülaziz adresse une réponse publique le 20 juillet suivant. Estimant que les Crétois jouissent, plus que n'importe quels autres sujets de l'Empire, de privilèges importants, le souverain ottoman rejette leurs demandes. Il considère par ailleurs que les Crétois se comportent en rebelles, et ordonne au gouverneur de l'île d'envoyer des troupes arrêter les meneurs du mouvement et de disperser les autres par la force.
Le comité crétois réplique par une déclaration de révolution, signée le 20 juillet à Brosnero, qu'il fait parvenir aux consuls des puissances. Le 2 septembre (21 août julien), l'assemblée révolutionnaire appelle la population à se soulever contre le joug ottoman depuis le village d’Askýfou, près de Sfakiá, et proclame l'union de la Crète à la Grèce. C’est le début de la révolte crétoise de 1866-1869.

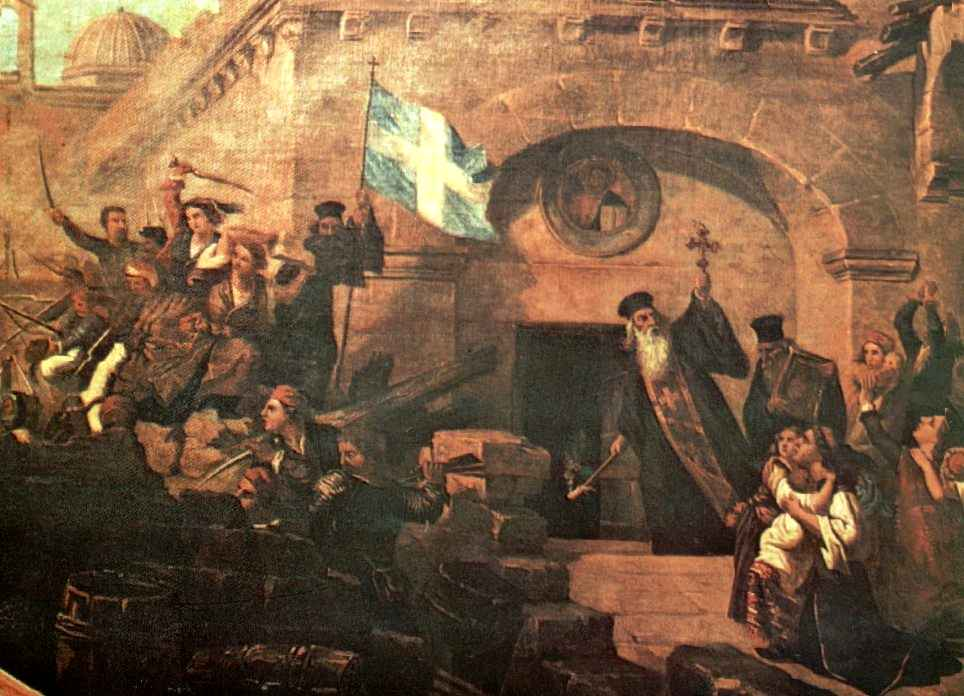
Peinture représentant le drame d'Arkadi. Le 9 novembre 1866, 943 insurgés crétois réfugiés dans un monastère se donnent la mort en faisant sauter le bâtiment pour échapper à leurs assaillants ottomans et égyptiens.

Alors que le soulèvement se précise, les Grecs de Grèce, et surtout les Crétois vivant dans le royaume hellène, se mobilisent pour fournir aux insurgés volontaires, argent, armes et nourriture. Dans la capitale, un comité central de soutien aux insulaires, dirigé par le gouverneur de la Banque de Grèce, Markos Renieris, s'organise,. Des navires grecs forcent le blocus ottoman afin de ravitailler l'île et d'en évacuer les blessés. Néanmoins, Athènes reste officiellement neutre durant toute la durée du conflit et Georges Ier refuse publiquement tout soutien aux insurgés dans le but de ménager l’Empire ottoman et les puissances protectrices.
Les événements crétois influent tout de même lourdement sur la vie politique grecque, et l’arrivée massive de réfugiés insulaires ainsi que l’envoi de fonds pour soutenir les révoltés pèsent sur les finances du pays. Alors que, depuis l’arrivée de Georges sur le trône, le royaume avait fait d’importants efforts d'économies, ses caisses sont à nouveau vides à l’été 1867. L’insurrection compromet par ailleurs durablement les bonnes relations avec Constantinople et la Grèce et l’Empire ottoman sont au bord de la guerre lorsque la révolte est matée en février 1869.

#### Un mariage orthodoxe
Désireux d’affermir son trône en donnant le jour à un héritier, le roi Georges Ier part à la quête d’une épouse au milieu des années 1860. Après avoir un moment envisagé de demander la main de la princesse Hélène du Royaume-Uni, troisième fille de la reine Victoria et sœur cadette du prince de Galles, le souverain se tourne vers la cour de Russie. Les Romanov étant de confession orthodoxe comme la majorité des Grecs, le roi pense en effet qu’un mariage avec une grande-duchesse russe rassurerait ses sujets sur la question de la religion de ses futurs enfants.

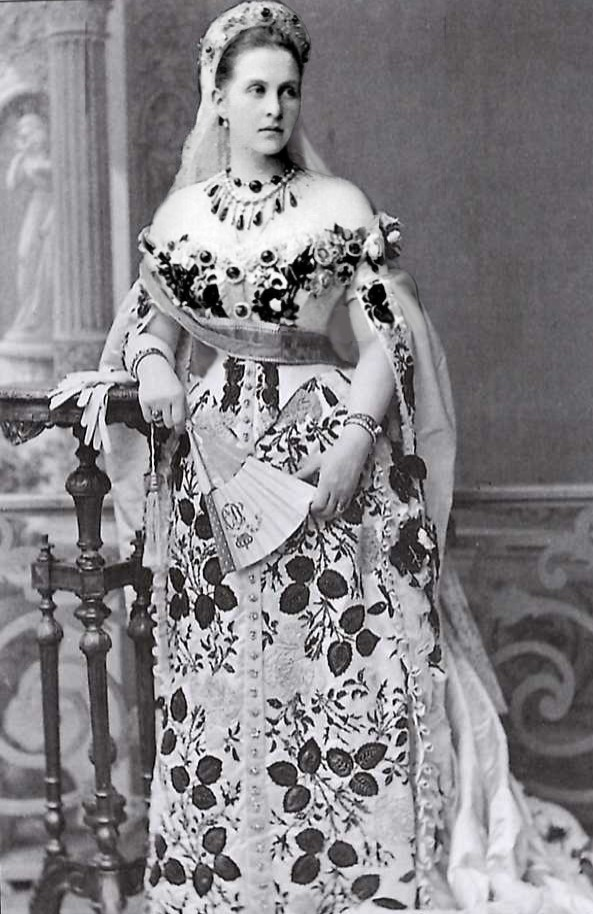
La reine Olga en 1880.

Après avoir nommé régent, à Athènes, son oncle paternel, le prince Jean de Schleswig-Holstein, Georges Ier quitte la Grèce le 22 avril 1867 pour une tournée diplomatique auprès des capitales européennes, dont le but officiel est de trouver une solution aux événements crétois. Ce voyage de plusieurs mois le conduit notamment à Paris, Londres, Berlin et Copenhague, mais c’est à Saint-Pétersbourg que le souverain séjourne le plus longtemps. Profitant de l’invitation du tsar Alexandre II de Russie à visiter son pays dans le but d’y étudier le gouvernement, le roi s’y cherche une épouse. Il est reçu chaleureusement par le tsar et sa famille dans la capitale impériale. Il y retrouve également sa sœur Dagmar, devenue la tsarevna Maria Feodorovna après son mariage avec le tsarévitch Alexandre en 1866,.
Peu de temps après, Georges Ier est invité chez le grand-duc Constantin Nikolaïevitch, frère cadet et conseiller écouté de l’empereur. Dans la résidence du prince, il fait la connaissance de sa fille aînée, la grande-duchesse Olga Constantinovna, alors âgée de quinze ans. L'intérêt mutuel des deux jeunes gens encourage Georges à demander officiellement la main de la princesse à ses parents. Après quelques hésitations dues à la jeunesse de sa fille, le grand-duc Constantin accepte la proposition et il est décidé que le mariage de Georges et d’Olga aurait lieu après le seizième anniversaire de la jeune fille.
Après des fiançailles solennelles le 8 juillet 1867, les épousailles se déroulent dans la chapelle du palais d'Hiver, à Saint-Pétersbourg, le 27 octobre 1867. Les réjouissances s’étalent sur cinq jours entiers. Lors de la cérémonie, Georges a pour témoin son frère aîné, le prince héritier Frédéric de Danemark, venu tout spécialement en Russie pour le mariage, mais ses parents, retenus à Londres par un problème de santé de la princesse de Galles, sont absents,. Une fois les festivités terminées, Georges et Olga passent une courte lune de miel au palais de Ropcha, à une cinquantaine de kilomètres de Saint-Pétersbourg. Puis, le couple part pour la Grèce le 9 novembre et la jeune femme découvre son nouveau pays le 24 du même mois,.

#### Une vie familiale simple et heureuse

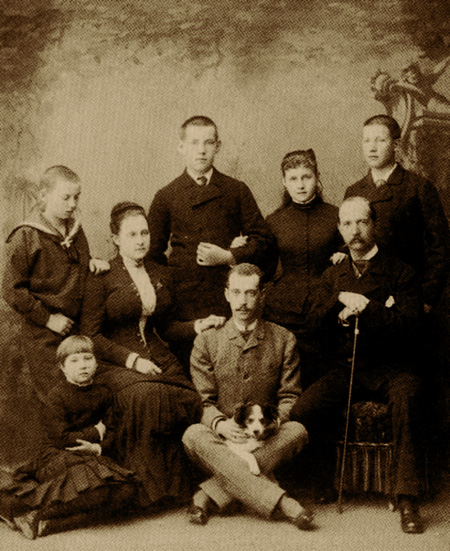
La famille royale en 1888, lors d'un séjour du grand-duc Paul Alexandrovitch de Russie à Athènes. Sur la photo, apparaissent, de gauche à droite, le prince Nicolas, la princesse Marie (assise par terre), la reine Olga, le diadoque Constantin (debout au milieu), le grand-duc Paul (avec un petit chien sur les genoux), la princesse Alexandra, le roi Georges Ier et le prince Georges.

Tout au long de leur mariage, Georges Ier et Olga forment un couple très uni, malgré les infidélités occasionnelles du souverain, d'ailleurs acceptées par la reine,. Contrairement à la coutume de l’époque, le couple passe beaucoup de temps avec les nombreux enfants auxquels il ne tarde pas à donner naissance, et ceux-ci grandissent dans une atmosphère chaleureuse. Mais, en vieillissant, Georges Ier se montre parfois tyrannique avec ses fils et Olga se lamente alors des querelles qui divisent périodiquement la famille royale.
En privé, le roi et la reine communiquent en allemand, car c’est la seule langue qu’ils parlent tous les deux au moment de leur mariage. À l’époque, le souverain maîtrise mal le français et pas du tout le russe, tandis que son épouse ne parle ni danois, ni grec, ni anglais,. Cependant, la situation a beaucoup évolué lorsque les enfants d’Olga et de Georges Ier voient le jour. Ainsi, avec leur progéniture, les monarques utilisent principalement la langue de Shakespeare, même s’ils exigent que les enfants parlent grec entre eux.
En Grèce, la vie de la famille royale est relativement tranquille et retirée. La cour athénienne est loin d’être aussi brillante et fastueuse que celle des autres États européens et les journées, dans la capitale grecque, sont parfois monotones pour les membres de la famille royale. Au printemps et en hiver, elles se partagent entre le palais royal de la place Sýntagma (à Athènes) et celui de Tatoï (au pied du Parnès). Pendant les quatre mois d'été, elles se déroulent au palais de Mon Repos (à Corfou) et à l’étranger : à Aix-les-Bains (en France), à Fredensborg (au Danemark) ou dans la capitale russe. Les parents étrangers de Georges et d’Olga (la tsarine, le tsarévitch, la princesse de Galles, etc.), se rendent par ailleurs à plusieurs reprises en Grèce.
Lorsqu'elle se trouve dans la capitale grecque, il n'est pas rare que la famille royale se rende, le dimanche, à Phalère, pour y marcher au bord de l'eau. Georges, Olga et leurs enfants prennent alors l'omnibus à cheval qui passe devant le palais et dans lequel un compartiment leur est réservé. L'omnibus s'arrête, les trompettes du palais sonnent et la famille royale sort rapidement, afin de montrer ostensiblement son désir de ne pas faire attendre trop longtemps les autres passagers. Cette attitude rapproche la famille royale de la population et fait beaucoup pour entretenir une popularité parfois vacillante. Georges Ier a coutume de répéter à ses enfants : « N'oubliez jamais que vous êtes des étrangers parmi les Grecs, et faites en sorte qu'ils ne s'en souviennent jamais ».
Malgré tout, le roi n’est pas sans traverser des moments de nostalgie. C’est la raison pour laquelle il fait discrètement installer une ferme laitière, tenue par des Danois, sur les terres du palais de Tatoï, acquis en 1871. L’endroit est, pour lui, un lieu de repos bucolique où il a tout le loisir de renouer avec ses souvenirs d’enfance. La reine Olga est par contre beaucoup moins discrète dans l’expression de son mal du pays et visite très régulièrement les navires russes qui font escale au Pirée.

#### Les meurtres d’Oropos

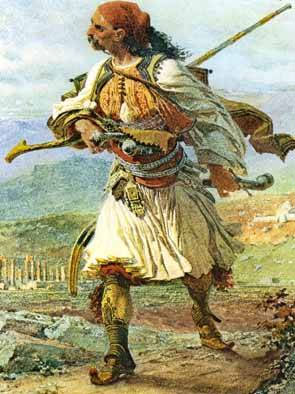
Armatolos, représentation d'un klephte (bandit grec) par Carl Haag.

Un an après la fin de l’insurrection crétoise, le 11 avril 1870, un groupe de touristes occidentaux, parmi lesquels Lord et Lady Muncaster, le secrétaire de l’ambassade britannique E. H. C. Herbert (cousin du comte de Carnavon), Frederick Vyner (beau-frère du marquis de Ripon), le comte Boyl di Putifigari, secrétaire de l'ambassade italienne, et M. et Mrs Lloyd, est pris en otage par une bande de vingt-cinq brigands alors qu’il se dirige vers le site de Marathon. Les bandits, dirigés par les frères Arvanitakis, exigent, pour la libération de leurs prisonniers, une rançon de 25 000 livres. Afin de récupérer cet argent, ils rendent leur liberté à plusieurs des otages (et à toutes les femmes) et les envoient à Athènes, où ils doivent informer leurs gouvernements de ce qui vient de se passer,,.
Immédiatement averti, le roi Georges Ier fait part aux ambassades britannique et italienne de ses plus profonds regrets. Mais, tandis que les étrangers réunissent l’argent de la rançon, l’armée grecque prend la troupe de brigands en chasse. Le 21 avril, les soldats affrontent les hors-la-loi près du site d'Oropos et ces derniers sont presque tous tués ou faits prisonniers. Les bandits ont cependant assassiné leurs otages au début de l'attaque,,.
Le roi et les plus hauts dignitaires du pays assistent aux funérailles officielles des victimes organisées à Athènes. À l’étranger, et surtout en Grande-Bretagne, l’émotion est immense et les journaux se déchaînent contre le royaume de Grèce et sa population. Dans le pays même, l’assassinat est perçu comme une honte nationale et il est suivi d’un durcissement de la lutte contre le brigandage. Dans les provinces du Nord, où les hors-la-loi profitent de la proximité de la frontière avec l'Empire ottoman pour s'y réfugier, la gendarmerie est renforcée et les crédits accordés à la surveillance de la frontière sont augmentés,,.

### Évolution politique et expansion territoriale (1871-1881)

#### Instabilité politique

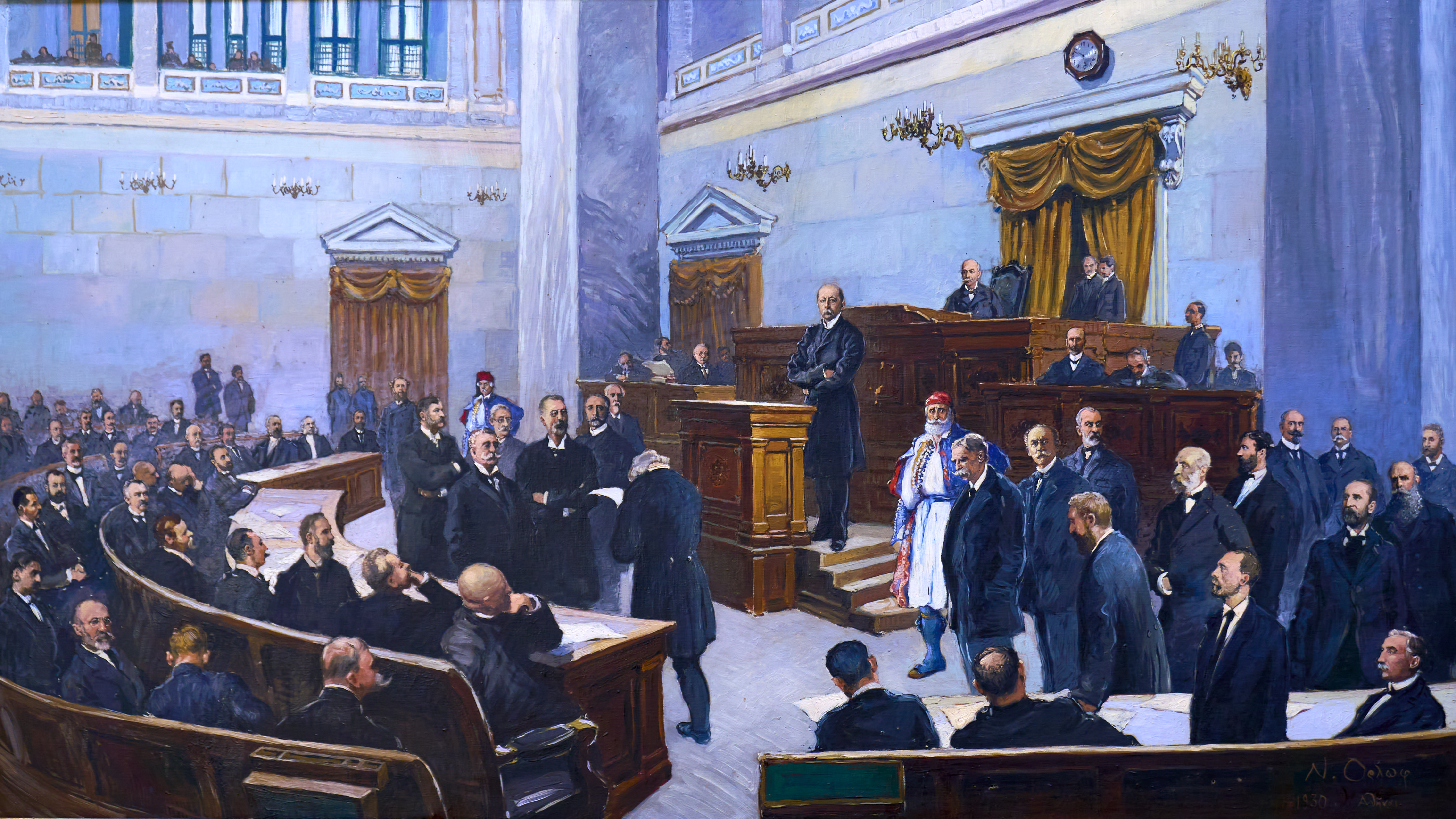
L'homme politique Charílaos Trikoúpis à la tribune du Parlement. Tableau de N. Orlof datant de la fin des années 1880.

De 1864 à 1874, vingt-et-un gouvernements se succèdent et le plus long ne dure qu’un an et demi. Charílaos Trikoúpis dénonce cette instabilité ministérielle dans un article anonyme intitulé « Τί φτάει ; » (« À qui la faute ? ») publié dans le journal Kairoi en juillet 1874. Il blâme le roi Georges Ier et ses conseillers pour la continuelle crise politique que connaît le pays. Il accuse le souverain de se conduire en monarque absolu en imposant un gouvernement minoritaire à son peuple. Selon lui, si le souverain insistait pour que seuls des hommes politiques appartenant à une majorité élue à la Voulí soient nommés Premiers ministres, alors les députés seraient obligés de travailler ensemble de façon plus harmonieuse et de constituer des gouvernements de coalition. Pour Trikoúpis, une telle attitude mettrait fin à l’instabilité politique et réduirait en outre le nombre des petits partis qui pullulent dans le pays.
Peu de temps après, Trikoúpis admet être l’auteur de cet article afin de protéger l’individu que la police a arrêté pour l’avoir écrit. Il est placé à son tour en détention, mais il est ensuite acquitté des charges d'« atteinte à l’ordre constitutionnel » qui pèsent sur lui et relâché. L’année suivante, le roi demande à Trikoúpis de former un nouveau gouvernement (sans majorité parlementaire) puis prononce un discours du Trône où il déclare que, dorénavant, le leader de la majorité parlementaire serait désigné Premier ministre,,.

#### La montée du panslavisme

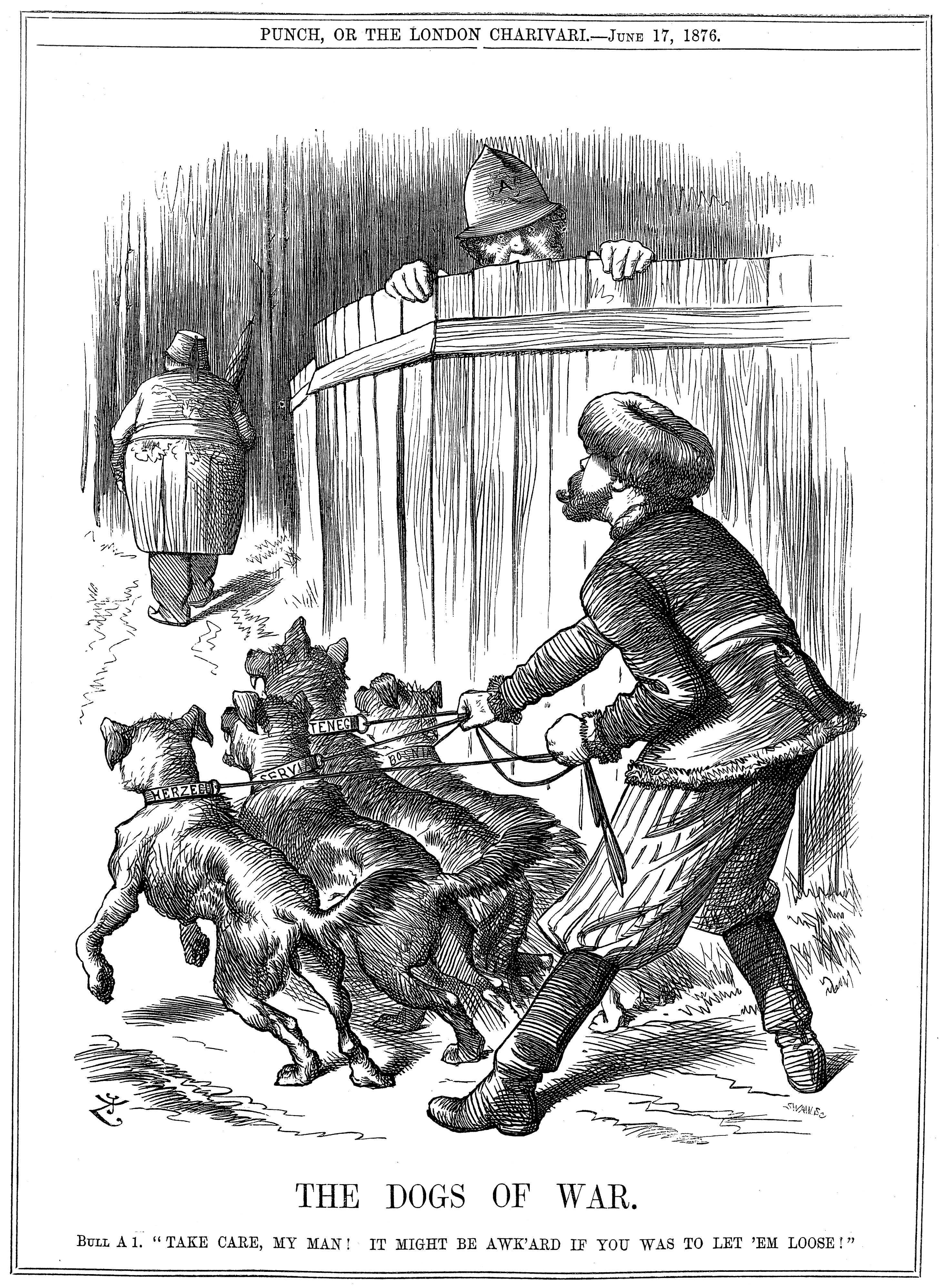
La Russie se préparant à lâcher les chiens de la guerre sur les Balkans, tandis que la Grande-Bretagne l’avertit de prendre garde à ce qu’elle fait. Caricature du magazine anglais Punch du 17 juin 1876.

La politique intérieure de la Grèce n'est cependant pas la seule préoccupation de Georges Ier. Pendant l'hiver 1875-1876, la Bosnie-Herzégovine se soulève contre le joug ottoman. Puis, en avril 1876, la population bulgare se révolte à son tour et les Turcs répondent à l’insurrection nationale par des massacres (notamment le celui de Batak), organisés par des mercenaires bachi-bouzouks. En Europe, la réaction ottomane fait scandale et la Russie, qui se considère comme le protecteur traditionnel des Slaves, tente d'attiser le panslavisme pour pousser tous les Slaves du sud, dont ceux de Serbie et du Monténégro, à entrer en guerre contre leur suzerain ottoman.
De son côté, la Grèce se montre plus conciliante avec l’Empire ottoman. Convaincue que le réveil national des peuples balkaniques et la montée du panslavisme représentent un danger pour le panhellénisme et la Grande Idée, la diplomatie grecque cherche à préserver la paix et à empêcher de nouveaux soulèvements à l’intérieur des provinces chrétiennes de la Turquie. Athènes espère, en échange, obtenir de la Sublime Porte des compensations territoriales en Épire, en Thessalie et en Crète ou, au moins, des avantages sur ses frontières. La Grèce souhaite en effet bénéficier du raccordement de son réseau ferroviaire au chemin de fer serbe. Surtout, Athènes cherche à empêcher le projet de Constantinople d’installer des colons circassiens en Épire et en Thessalie. Mais, une fois l'ordre à peu près rétabli sur son territoire et après avoir fait mine d’accepter les demandes grecques, l’Empire ottoman fait marche arrière. Se sentant trahi par son voisin, le royaume hellène retourne à sa politique traditionnelle de défiance vis-à-vis de la Porte.

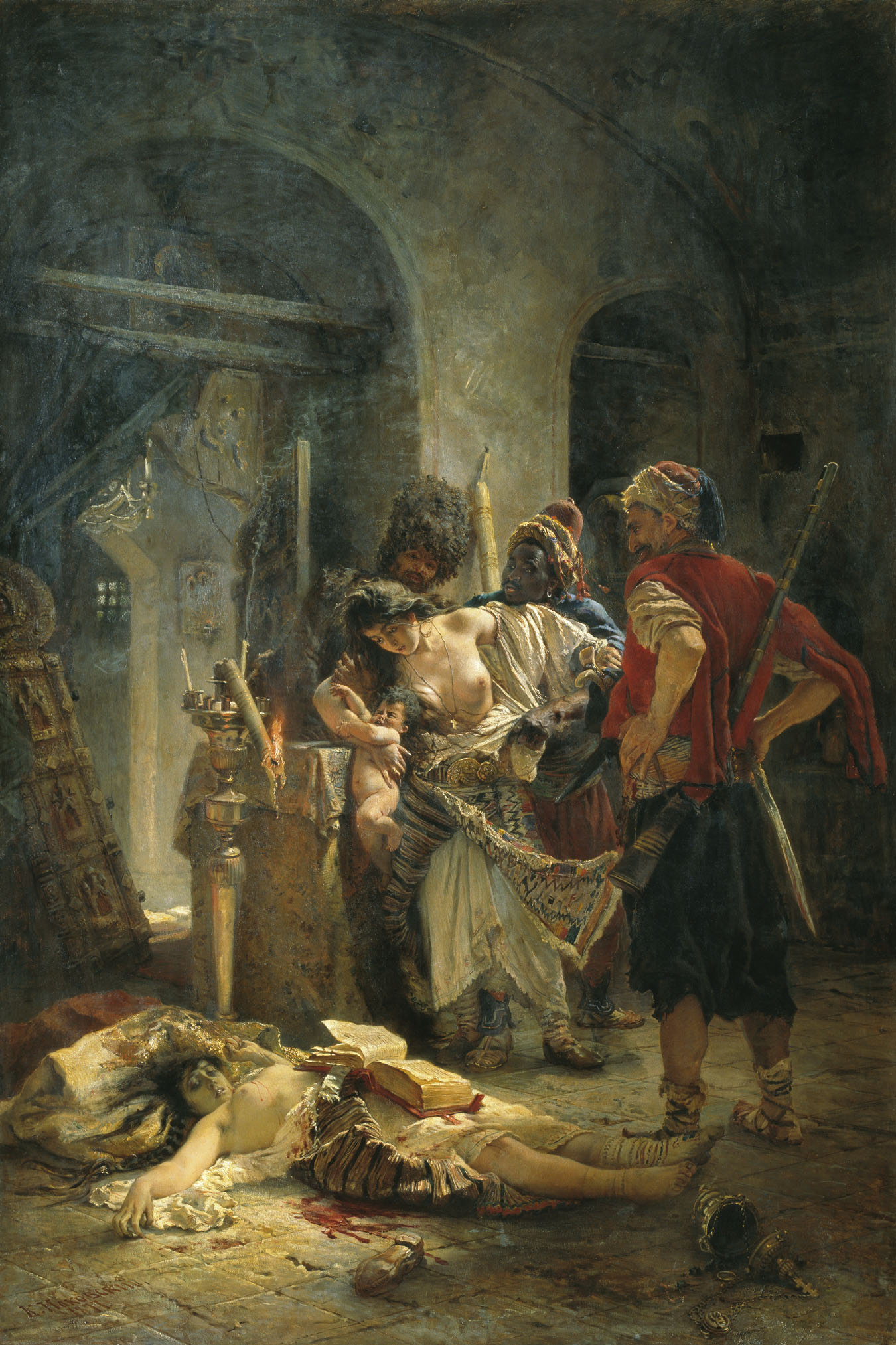
Tableau de Konstantin Makovsky, Les martyres bulgares (1877).

Le 24 avril 1877, Saint-Pétersbourg déclare la guerre à la Turquie pour soutenir les Bulgares. La Serbie, le Monténégro et la Roumanie se joignent aux armées du grand-duc Nicolas Nikolaïevitch. Face à ces événements, la Grèce est partagée sur la politique à suivre. Le roi Georges Ier et son gouvernement craignent en effet les visées de la Russie sur Constantinople et celles des Serbes et des Bulgares sur la Macédoine. Ils sont cependant conscients que l’Empire ottoman est en grande difficulté et que l’entrée en guerre d’Athènes pourrait donner lieu à un important accroissement territorial pour le royaume hellène. La Grèce cherche donc à conclure une alliance avec la Russie, mais celle-ci se montre réticente. Convaincue que la victoire lui est acquise, Saint-Pétersbourg veut empêcher les Grecs de s’opposer à son projet de Grande Bulgarie. Athènes se tourne donc vers la Grande-Bretagne, qui soutient traditionnellement la Porte, afin d’obtenir des compensations territoriales en échange de sa neutralité. Cependant, Londres ne fait que de vagues promesses au gouvernement de Georges et la Grèce décide de favoriser l’insurrection des populations hellènes de l'Empire ottoman afin de pouvoir peser sur d’éventuelles négociations de paix entre les puissances belligérantes. Une nouvelle fois, la Crète se soulève et des révoltes se produisent également en Thessalie et en Épire,.

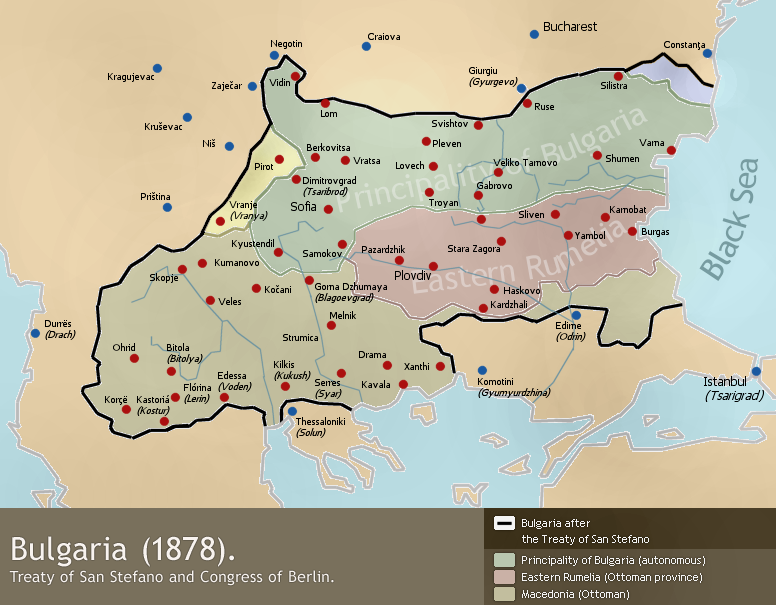
La Grande Bulgarie du traité de San Stefano (1878).

Le 2 février 1878, l’armée hellène franchit la frontière ottomane sous le prétexte de protéger les Grecs des Balkans des exactions turques. Mais, depuis le 31 janvier, la Russie et l’Empire ottoman ont entamé des négociations de paix secrètes, et Athènes se retrouve rapidement isolée face à son ennemi. Les grandes puissances européennes poussent par ailleurs la Grèce à se retirer du conflit et les troupes grecques doivent faire marche arrière dès le 7 février. Pour Georges Ier, qui bénéficie d’une grande popularité auprès de ses sujets depuis le début de la mobilisation, le coup est rude.
Le 3 mars 1878, la Russie et l’Empire ottoman signent le traité de San Stefano, qui donne naissance à une vaste Bulgarie autonome comprenant la majeure partie de la Macédoine et une grande partie de la Thrace. La Roumanie, la Serbie et le Monténégro sont agrandis et obtiennent leur pleine indépendance tandis que le gouvernement des autres provinces chrétiennes de l’Empire ottoman est réformé sous l’égide de la Russie. En fait, seule une minuscule partie de la Thessalie et de l'Épire doit être concédée à la Grèce, qui perd toute influence dans les Balkans.

#### L’annexion de la Thessalie
Cependant, le royaume de Grèce n’est pas la seule nation mécontente de la conclusion du traité de San Stefano. La Grande-Bretagne, qui craint que l’Empire russe ne lui bloque un jour la route des Indes, s’inquiète elle aussi des progrès du panslavisme dans les Balkans. Londres cherche donc à limiter les acquis de la Russie en s’en prenant à la Grande Bulgarie naissante.

L'expansion territoriale de la Grèce entre 1832 et 1947.

Alors que la guerre semble sur le point de reprendre et que l’Empire ottoman continue à être secoué par la révolte de ses populations hellénophones, un congrès international est convoqué à Berlin par les grandes puissances au mois de juin 1878. Sous l’égide du chancelier Otto von Bismarck, les diplomates européens discutent du sort de l’Empire turc et la Russie se retrouve bientôt isolée. Avec la signature du traité de Berlin, la Bulgarie est en effet divisée en deux provinces (la Bulgarie septentrionale et la Roumélie orientale), et seule la première reçoit une réelle autonomie. Surtout, les territoires bulgares sont amputés de la Macédoine et de la Thrace, ce qui représente un grand soulagement pour la Grèce. La Roumanie, la Serbie et le Monténégro voient leur indépendance une nouvelle fois reconnue mais leurs gains territoriaux sont quelque peu amoindris. La Bosnie-Herzégovine est occupée par l’Autriche-Hongrie et Chypre par le Royaume-Uni. Enfin, des réformes doivent être organisées sous la surveillance des grandes puissances (et plus seulement de la Russie) dans les autres provinces balkaniques de l’Empire ottoman. La Grèce, qui a demandé durant le congrès qu'on lui cède la Crète, l’Épire et la Thessalie,, obtient en partie satisfaction. Le traité de Berlin invite en effet Constantinople et Athènes à se mettre d'accord sur un nouveau tracé frontalier et précise que les puissances pourraient exercer leur médiation si les deux pays ne parviennent pas à un accord. La Crète n'est cependant pas concernée par le traité et l'énosis ne peut donc pas être réalisée.
Après le congrès, la Sublime Porte cherche toutefois à retarder l'application des réformes prévues et, en 1880, les nouvelles frontières balkaniques ne sont toujours pas délimitées. Une proposition très favorable à la Grèce, incluant le mont Olympe et la ville de Ioannina dans les territoires devant lui revenir, est faite par les Britanniques et les Français au mois de juin. Les Turcs s'opposent à ce projet et Charílaos Trikoúpis commet l’erreur de menacer l’Empire ottoman d’une mobilisation de son armée. Le remplacement de Charles de Freycinet par Jules Ferry comme président du Conseil en France provoque des dissensions entre les grandes puissances et permet aux Ottomans de ne livrer aux Grecs que la Thessalie et la partie de l’Épire située autour d’Arta. Lorsque le gouvernement de Trikoúpis est renversé, le nouveau Premier ministre grec, Aléxandros Koumoundoúros, accepte à contrecœur les nouvelles délimitations territoriales,.

### Entre agitation nationale et vie familiale (1882-1898)

#### La crise de 1885

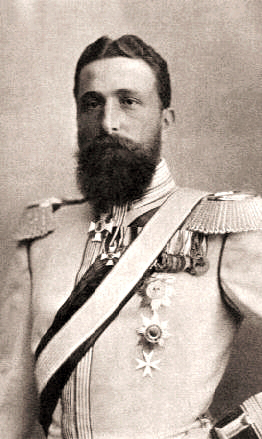
Le prince Alexandre Ier de Bulgarie (vers 1880).

La situation dans les Balkans reste tendue. Après quelques années de calme relatif, une révolution éclate à Philippopoli, capitale de la Roumélie orientale, le 17 septembre 1885. La population expulse alors le vali ottoman Gavril Pacha et proclame l’union de la province à la Bulgarie en faisant appel à son prince, Alexandre de Battenberg. Comme en 1878, cette nouvelle victoire des Bulgares soulève l’inquiétude du royaume de Grèce. C’est pourtant la Serbie qui réagit le plus violemment à l’événement en déclarant la guerre à sa voisine le 14 novembre. Mais le conflit est de courte durée et les armées du roi Milan Ier de Serbie sont vaincues à la bataille de Slivnitsa. Le traité de Bucarest du 3 mars 1886 reconnaît donc l’unification des provinces bulgares, qui restent cependant sous suzeraineté turque.
En Grèce, Theódoros Deligiánnis, chef du Parti nationaliste, cherche à profiter de la situation dans les Balkans pour enflammer le sentiment turcophobe de la population et revenir sur les acquis du traité de Berlin. Nommé Premier ministre après les élections législatives d’avril 1885, il déclare que si le peuple bulgare a pu s’opposer aux décisions des grandes puissances, alors les Grecs devraient faire de même afin de réaliser leur unité nationale,.
Le Premier ministre mobilise donc l’armée hellène dans le but d'attaquer l'Empire ottoman. Cependant, la Grande-Bretagne et la France organisent un blocus maritime du pays pour l'empêcher de s'en prendre à son voisin. Pour la Grèce, l'intervention étrangère est d'autant plus humiliante que, du côté de la Royal Navy, l’amiral chargé du blocus n’est autre que le prince Alfred du Royaume-Uni, c’est-à-dire l’homme que les Grecs avaient d’abord élu comme roi en 1863,. Sous la pression des forces étrangères, Deligiánnis est donc contraint de démobiliser l’armée et Charílaos Trikoúpis redevient Premier ministre. Entre 1882 et 1897, les deux hommes alternent à la tête du gouvernement.

#### Le Jubilé royal de 1888

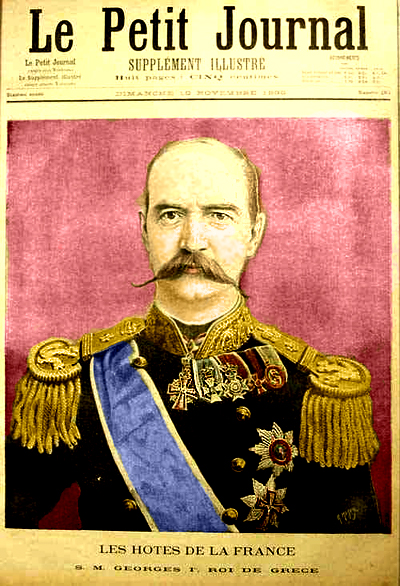
Georges Ier à la Une du Petit Journal.

Le 30 octobre 1888, Georges Ier fête son 25e anniversaire de règne et le royaume hellène organise d’importantes festivités pour son jubilé d'argent. Des Grecs de toutes les provinces et de toute la diaspora se rendent à Athènes afin d’y acclamer le monarque. Pendant une semaine entière, la capitale est décorée de drapeaux, de fleurs et d’arcs de triomphe tandis que bals, processions, représentations théâtrales, parades et revues militaires se succèdent. Un spectacle pyrotechnique est même organisé sur les ruines du temple de Zeus et sur l’Acropole. Des représentants de toute l’Europe et du Moyen-Orient viennent également rendre hommage au souverain dans sa capitale. L’héritier du trône de Danemark, le prince de Galles, le duc et la duchesse d’Édimbourg et les grands-ducs Paul et Serge de Russie participent ainsi aux cérémonies du jubilé. Enfin, l’Église orthodoxe, que le roi n’a pourtant jamais intégrée, n’est pas en reste et les festivités s’ouvrent sur un Te Deum présidé par le métropolite d’Athènes entouré de l’ensemble des évêques du pays et d’une centaine de popes.
L’événement est un complet succès pour la monarchie. À de nombreuses occasions durant cette semaine de réjouissances, le roi est acclamé par la foule. Malgré ses origines étrangères et les réussites limitées de sa politique, le souverain est en effet parvenu à se faire aimer et respecter de ses sujets.

#### Mariages princiers
L'année suivant le jubilé royal, deux des enfants de Georges et d'Olga se marient. Le 17 juin 1889, la princesse Alexandra épouse, à Saint-Pétersbourg, son cousin le grand-duc Paul Alexandrovitch de Russie, sixième fils de l’ancien tsar Alexandre II. Pour Olga, restée très attachée à sa terre natale, l’événement est un grand moment de bonheur mais, pour Georges, dont Alexandra est la fille préférée, c’est aussi une séparation qui lui pèse énormément,.

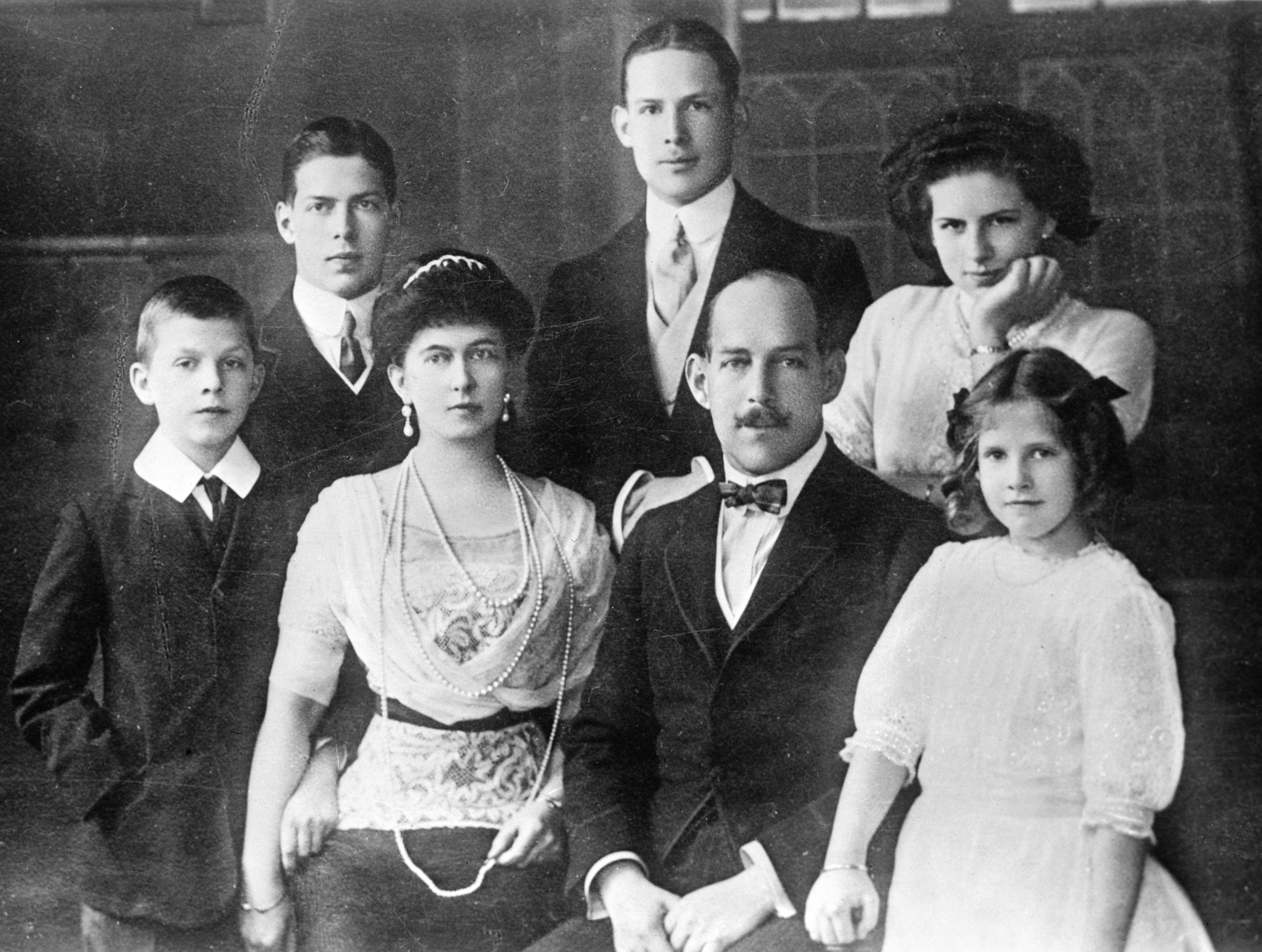
La famille de Constantin et de Sophie vers 1914. Au centre, apparaissent les deux époux avec, autour d'eux, les futurs rois Paul Ier, Alexandre Ier et Georges II de Grèce ainsi que les futures reines Hélène de Roumanie et Irène de Croatie.

Quelques mois plus tard, le 27 octobre, le diadoque Constantin s’unit publiquement, à Athènes, à la princesse Sophie de Prusse, fille de l’ancien Kaiser Frédéric III d'Allemagne. Le mariage de l’héritier du trône est célébré avec faste et donne lieu à un important spectacle pyrotechnique sur l'Acropole et le Champ-de-Mars. Des plates-formes sont érigées sur la place Sýntagma afin que le public puisse mieux admirer la procession entre le palais royal et la cathédrale d’Athènes. Les festivités réunissent à Athènes des représentants de toutes les maisons souveraines européennes et Guillaume II d'Allemagne, sa mère, l'impératrice douairière Victoria, Christian IX de Danemark, les futurs Édouard VII du Royaume-Uni et Nicolas II de Russie y sont les invités d'honneur. Les hôtes sont si nombreux dans la capitale hellénique que le roi Georges Ier doit demander à certains membres de la haute société de lui prêter leurs palais afin de loger tout le monde,. Pour le roi Georges, qui n’aime pas beaucoup les grandes cérémonies publiques, l’événement est donc avant tout une source de complications. Mais, pour les Grecs, le mariage de l’héritier du trône est d’autant plus une occasion de réjouissances que l’union d’un prince prénommé Constantin avec une jeune fille appelée Sophie est considérée comme un signe de la reconquête prochaine de Constantinople et de la basilique Sainte-Sophie sur l'Empire ottoman.

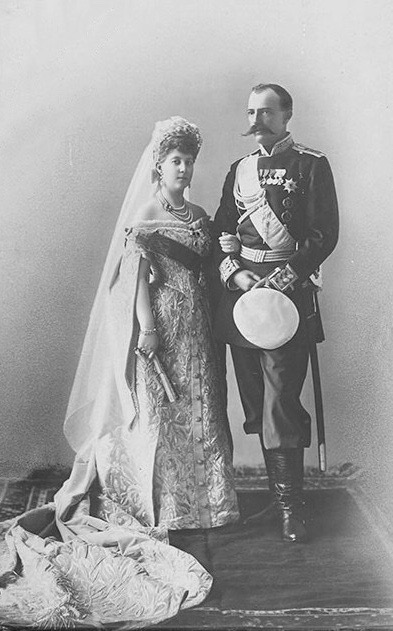
La princesse Marie de Grèce avec son époux le grand-duc Georges Mikhaïlovitch de Russie le jour de leur mariage (1900).

Après les mariages d’Alexandra et de Constantin, il faut attendre plusieurs années pour que d’autres enfants de Georges Ier convolent en justes noces. En 1900, la princesse Marie épouse le grand-duc Georges Mikhaïlovitch. Puis, en 1902, c’est au tour du prince Nicolas de s’unir à une Romanov, la grande-duchesse Hélène Vladimirovna. En 1903, le prince André se marie à une princesse anglo-allemande, Alice de Battenberg, et, en 1907, le prince Georges épouse une jeune Française, Marie Bonaparte. Parmi les enfants du monarque, seul le prince Christophe épouse une roturière, Nancy Stewart, mais leurs épousailles se déroulent plusieurs années après la mort du roi, en 1920.

#### Le décès de la princesse Alexandra

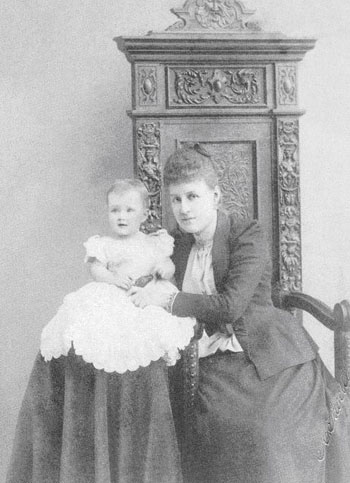
La princesse Alexandra de Grèce et sa fille, la grande-duchesse Maria Pavlovna de Russie, en 1890.

En septembre 1891, la princesse Alexandra de Grèce qui, à l’âge de 21 ans, a déjà donné naissance à une petite fille l’année précédente, est enceinte de sept mois. Le 16 septembre, elle visite le domaine princier d’Ilynskoe avec son mari. Lors d’une promenade le long des berges de la Moskova, elle fait une chute en sautant sur un bateau amarré à la rive. L’incident semble d’abord bénin, mais, le lendemain soir, la jeune femme est en proie à de vives douleurs et s'effondre durant un bal. L’accouchement se déclenche et Alexandra donne naissance à un fils prématuré, le grand-duc Dimitri Pavlovitch de Russie. Cependant, la princesse tombe dans le coma et trouve la mort six jours plus tard, le 24 septembre 1891,.
Lorsque Alexandra perd conscience, Georges Ier et le reste de la famille royale de Grèce se trouvent à Fredensborg, au Danemark. Mis au courant de la tragédie par télégramme, les parents de la princesse traversent l’Europe orientale pour gagner Ilynskoe. Ils arrivent au chevet de leur fille peu de temps avant sa mort. Après des funérailles officielles à Saint-Pétersbourg, la famille royale rentre en Grèce, mais la perte de sa fille préférée laisse le roi dans une très grande tristesse. Il lui faut plusieurs mois pour retrouver un rythme de vie normal,.

#### Une politique de grandeur
Durant les dernières décennies du XIXe siècle, la Grèce prend une importance croissante sur l’échiquier européen et le pays cherche à peser davantage sur l’évolution des Balkans. Cependant, la Grande Idée n’est pas l’unique préoccupation d’Athènes, et d’importantes réformes économiques sont également menées sous l'impulsion du Premier ministre Charílaos Trikoúpis,. Après onze ans de travaux, Georges Ier inaugure ainsi, en 1893, le canal de Corinthe, percé par une compagnie grecque dirigée par Andréas Syngrós. Cette prouesse technique permet de réduire considérablement la durée de voyage par mer de l’Adriatique au Pirée et les Grecs en sont très fiers,.

Cérémonie d'ouverture des Jeux olympiques d'été de 1896, dans le Stade panathénaïque.

Un an plus tard, en juin 1894, le Congrès olympique dirigé par le baron Pierre de Coubertin vote à l’unanimité la restauration des Jeux olympiques. La ville d’Athènes est alors choisie comme ville hôte de la première compétition internationale, qui doit se tenir en 1896. Dans le royaume hellène, le choix de la Grèce pour accueillir l’événement suscite l’enthousiasme. Le coût du projet rend cependant le gouvernement de Charílaos Trikoúpis réticent et il faut notamment l’intervention du mécène Georges Averoff pour que les Jeux soient effectivement organisés.
Le 6 avril 1896, la cérémonie d’ouverture des Jeux est présidée par le roi Georges dans le Stade panathénaïque, rénové pour l’occasion. Dans les jours qui suivent, de nombreuses épreuves sont organisées par les fils du roi, et le prince Georges est même président des arbitres. Pour la population, les Jeux sont un grand moment de fierté nationale et, lorsque le berger Spyrídon Loúis remporte l'épreuve de marathon, le diadoque Constantin saute des gradins pour courir à ses côtés sur les derniers mètres tandis que le monarque se lève pour les applaudir.
Enfin, la Grèce fait d’importants efforts pour redécouvrir son passé antique. Entre 1885 et 1890, des fouilles sont ainsi organisées sur le site de l’Acropole d'Athènes par des archéologues hellènes (comme Panayiótis Kavvadías) et allemands (comme Wilhelm Dörpfeld ou Georg Kawerau).

#### L’échec de la guerre de Trente jours

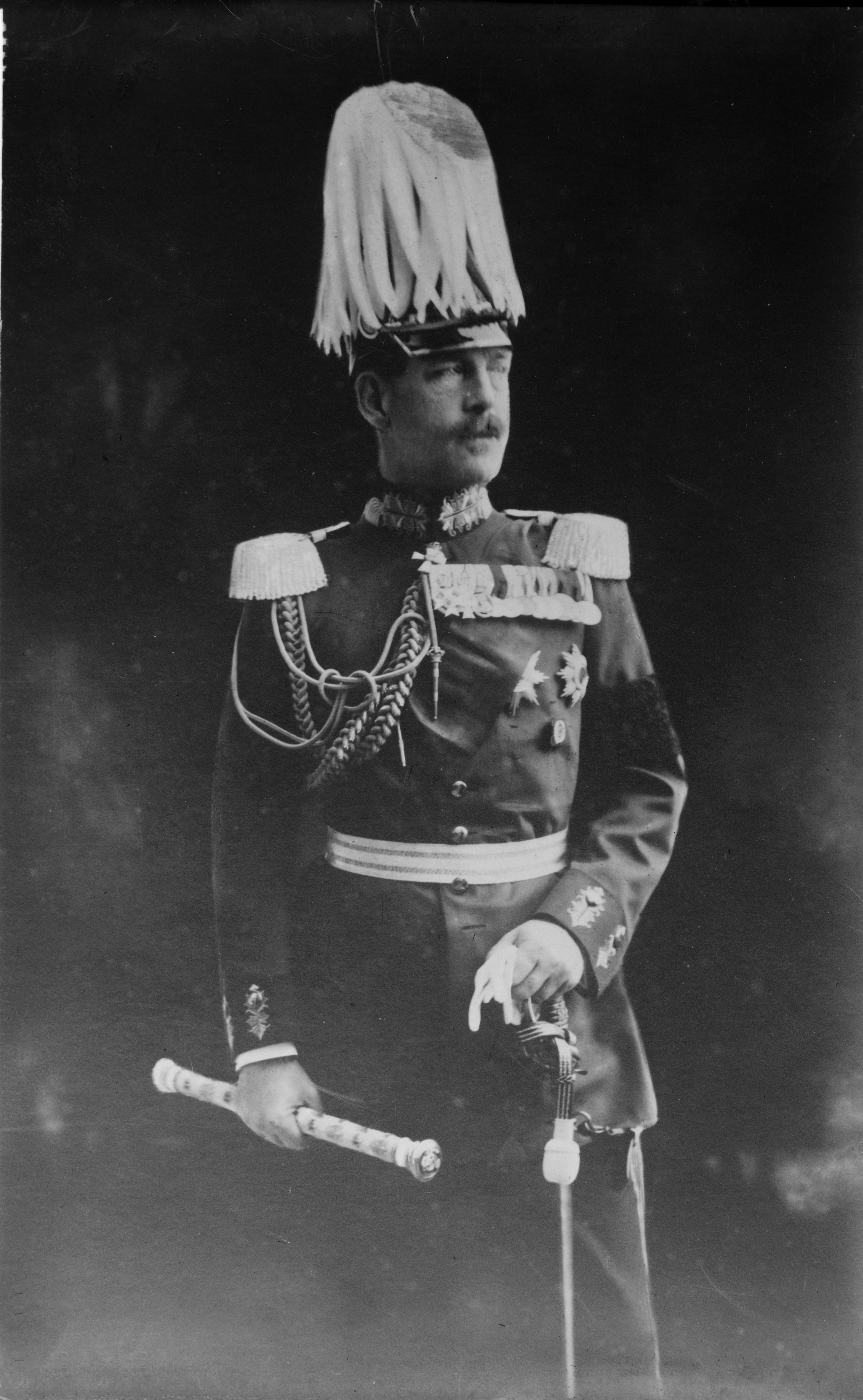
Constantin de Grèce (alors roi des Hellènes) en 1913.

La Grande Idée continue d'occuper la politique de la Grèce et de son roi durant toutes les années 1890. En février 1895, après plusieurs massacres d'Arméniens en Anatolie, des représentants des provinces crétoises demandent aux puissances européennes de placer la Crète sous leur protection. L'Empire ottoman tente alors de rassurer les insulaires en nommant un gouverneur chrétien, mais les habitants se révoltent. Pendant deux ans, des violences intercommunautaires secouent l'île et, le 16 février 1897, les Crétois proclament l'union de leur province à la Grèce. 
Alors qu’Athènes avait auparavant joué l’apaisement, le Premier ministre Theódoros Deligiánnis décide d'apporter son soutien aux insurgés. Contraint par la vague de nationalisme qui s'empare du pays, le roi envoie alors son deuxième fils, le prince Georges, qui est officier dans la marine hellénique, prendre possession de l’île. Un corps expéditionnaire de 1 400 soldats placés sous le commandement du colonel Timoléon Vássos, aide de camp du souverain, est par ailleurs envoyé en Crète afin de mettre en œuvre le rattachement du territoire à la Grèce. Cependant, les grandes puissances s’opposent à l’expansion territoriale grecque et annoncent, le 25 février 1897, que la Crète doit être placée sous administration autonome. Londres, Paris et Saint-Pétersbourg ordonnent par ailleurs aux armées turque et grecque de se retirer,. 
Si l’Empire ottoman obtempère, la Grèce tergiverse, réclamant la tenue d'un référendum dans l'île. Un blocus maritime est alors imposé au pays par les grandes puissances. Cela n'empêche pas le royaume de Grèce de proclamer la mobilisation générale quelques jours plus tard. Finalement, des bandes armées hellènes franchissent la frontière macédonienne dans la nuit du 16 au 17 avril. Le sultan ottoman Abdülhamid II déclare alors la guerre à son ancienne province,. L’annonce est accueillie très favorablement en Grèce et des défilés en faveur de Georges Ier ont lieu spontanément dans les rues d’Athènes. Des milliers de volontaires gagnent le Nord pour rejoindre les forces placées sous le commandement du diadoque Constantin.

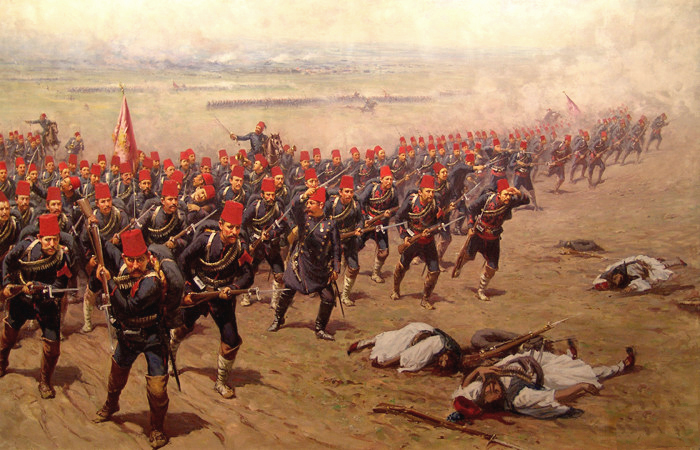
Représentation de la bataille de Domokos par Fausto Zonaro. Livrée le 17 mai 1897, elle oppose les troupes ottomanes du général Edhem Pacha aux forces grecques commandées par le diadoque Constantin. Battues, ces dernières sont alors contraintes de se retirer.

Pourtant, l’armée ottomane est bien mieux préparée que l'armée grecque. Les soldats hellènes sont rapidement obligés de battre en retraite et, à la fin du mois d’avril 1897, la guerre est perdue. Elle devient alors connue sous le nom humiliant de « guerre de Trente jours ». Grâce à l’intervention du prince de Galles et du tsar Nicolas II de Russie, les conséquences de la défaite sont considérablement atténuées pour la Grèce, mais le pays est tout de même forcé de renoncer à la Crète, de faire quelques concessions territoriales mineures à l’Empire ottoman et de lui verser une indemnité de 4 000 000 de livres turques.
La joie avec laquelle les sujets de Georges Ier ont accueilli le début de la guerre se transforme en rancœur contre lui et la famille royale après la défaite. L’opposition est d’ailleurs si forte que le monarque pense un moment abdiquer. Le 14 février 1898 (26 février dans le calendrier grégorien), il est l'objet d'une tentative d’assassinat alors qu'il se promène en carrosse découvert avec sa fille, la princesse Marie. Mais Georges Ier se conduit si bravement durant l'attaque que le peuple hellène lui rend immédiatement une partie de son estime. Cependant, pour ceux chez qui le sentiment antimonarchique reste fort, la théorie du complot se développe. L'attentat aurait été une manipulation du palais pour reconquérir la sympathie de l'opinion publique.
En dépit de la défaite de la Grèce face à l'Empire ottoman, l’agitation reste forte en Crète et le vice-consul britannique y est assassiné. Les grandes puissances proposent alors de faire du prince Georges le gouverneur de l’île sous la suzeraineté du Sultan, ce qui place de facto la Crète sous domination grecque, avec cependant un statut d'autonomie,,.

### Un tournant de siècle difficile (1898-1910)

#### La question linguistique
Après le désastre de la guerre de Trente jours, la société grecque connaît une grave crise morale qui aboutit à une remise en cause des élites et au développement de violences politiques, dont le point culminant est l’assassinat du Premier ministre Theódoros Deligiánnis, le 31 mai 1905. Cherchant à expliquer les raisons de l’échec de la Grande Idée, les Grecs se focalisent sur la question linguistique, qui divise le pays. Depuis son indépendance, le royaume hellène vit en effet en situation de diglossie : la langue officielle (ou katharévousa) est une version archaïsante du grec moderne et la langue populaire (ou dhimotiki) n’est pas employée dans la vie publique. Si la katharévousa est incompréhensible pour la majeure partie de la population, elle a l’avantage de ne pas employer de mots d’origine étrangère et est donc considérée comme une langue plus pure que la dhimotiki, qui a intégré dans son vocabulaire de nombreux termes d’origine turque ou italienne.

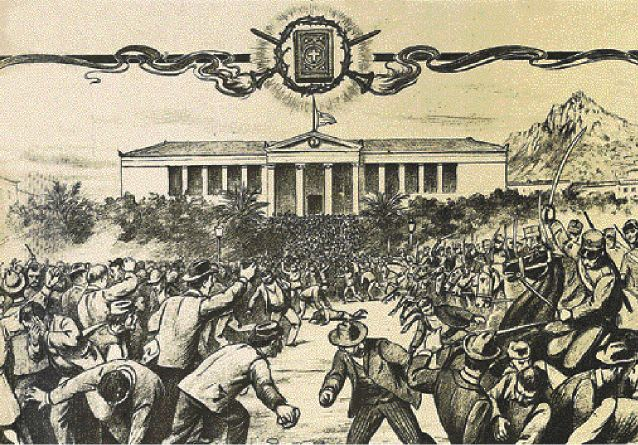
Représentation de l'émeute du 8 novembre 1901, point culminant de la révolte de l'Evangelika.

Pour ses détracteurs, la langue populaire est responsable de l’affaiblissement du panhellénisme à un moment où les nationalismes slaves gagnent du terrain dans les Balkans. Mais, pour ses soutiens, la dhimotiki est au contraire un gage de renouveau pour la nation grecque alors que la katharévousa est un symbole d’archaïsme et d’incapacité à évoluer. La controverse enfle au tournant du XIXe et du XXe siècle et les partisans de la katharévousa dénoncent les défenseurs de la dhimotiki en les appelant « μαλλιαροί » (« chevelus »), « αγελαίοι » (« vulgaires ») ou « χυδαϊσταί » (« plébéiens »). Parallèlement, les soutiens de la langue populaire surnomment leurs ennemis « γλωσσαμύντορες » (« puristes »), « σκοταδιστές » (« obscurantistes »), « συντηρητικοί » (« conservateurs ») ou même « αρχαιόπληκτο » (« maniaques de l’ancien »),.
Déjà compromise par la défaite de 1897, la famille royale est directement éclaboussée par la question linguistique en 1901. En novembre de cette année, la reine Olga est en effet impliquée dans une affaire qui touche à la traduction des Évangiles en grec moderne et qui aboutit à des émeutes meurtrières à Athènes. L’événement, connu sous le nom d’« Evangelika », aboutit à la chute du ministère Theotókis, à la démission du métropolite Procope II et au renvoi des chefs de la police et de la gendarmerie. Il contribue par ailleurs à renforcer la défiance entre le souverain et son peuple.

#### La Crète se libère
La mort de la reine Victoria du Royaume-Uni, le 22 janvier 1901, fait de Georges Ier le second monarque européen au règne le plus long (après l’empereur d'Autriche François-Joseph Ier). Les relations cordiales du roi avec son beau-frère Édouard VII se poursuivent, mais elles restent insuffisantes pour assurer aux Grecs la protection de la Grande-Bretagne. De fait, Londres continue à appuyer l’Empire ottoman et à s’opposer à l’annexion de la Crète par la Grèce.
Dans l’île, la charge confiée au second fils du roi, le prince Georges, est donc loin d’être de tout repos. La population se montre peu satisfaite de la solution intermédiaire que lui imposent les étrangers et des émeutes continuent à se produire. Dans le même temps, les grandes puissances se comportent plus en conquérantes qu’en libératrices : elles occupent chacune une partie du territoire et se montrent incapables de s’entendre. Le prince a en outre parfois le sentiment de n’être pas soutenu par le gouvernement grec, trop échaudé par la guerre qu’il a perdue en 1897 pour s’investir vraiment dans les affaires crétoises. À un enthousiasme général succède donc une déception, aggravée par la mainmise des conseillers athéniens de Georges sur les meilleurs postes et charges administratives insulaires,.

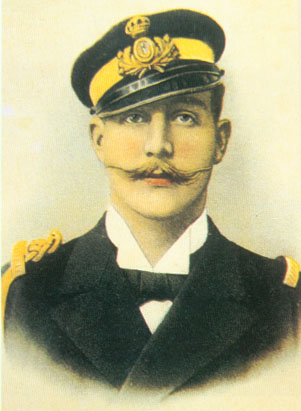
Le prince Georges, deuxième fils du roi des Hellènes et haut-commissaire de la Crète autonome.

Pour faire face à l’instabilité qui règne en Crète, le prince choisit de gouverner sans s'appuyer sur l'Assemblée du territoire. En agissant ainsi, il s’attire les foudres d’Elefthérios Venizélos, ministre de la Justice du gouvernement insulaire. Les deux hommes entrent bientôt dans un conflit ouvert qui déstabilise davantage l’île. En mars 1905, Venizélos convoque une assemblée révolutionnaire à Thérissos, dans les collines près de La Canée. En avril, l'agitation annexionniste s'accentue dans l'île. La nouvelle assemblée nationale crétoise, tout juste élue, vote la réunion avec la Grèce. Tous les fonctionnaires, même les gendarmes ou les plus proches conseillers du prince, cessent d'exercer leurs fonctions au nom de la Crète autonome et attendent de reprendre leur service au nom du roi des Hellènes. Georges lui-même est prêt à rejoindre le parti annexionniste, mais il reste tenu par son engagement auprès des grandes puissances. L'agitation vénizéliste est par ailleurs aussi dirigée contre lui et il doit donc se prononcer contre une énosis pour laquelle il œuvre depuis qu'il est haut-commissaire.
Georges déclare la loi martiale, mais la présence de deux gouvernements parallèles amène à un semblant de guerre civile et des affrontements font plusieurs victimes dans la région de La Canée. Fin juillet 1905, le prince songe à démissionner de ses fonctions de haut-commissaire mais il en est dissuadé par son père, à qui il s'en est ouvert, et par le gouvernement grec de Dimítrios Rállis. L’année suivante, les élections à l’assemblée officielle montrent la profonde division de la population crétoise : 38 127 personnes soutiennent le prince tandis que 33 279 autres offrent leurs voix aux partisans de Venizélos. Une révolte ouverte se déclare, pendant laquelle la gendarmerie insulaire reste fidèle au prince Georges tout en tentant d'effectuer son travail le plus objectivement possible.
En 1906, la diplomatie britannique organise des négociations entre les deux camps. Les puissances essaient de modifier le statut de la Crète en proposant une sorte d'hellénisation progressive tout en maintenant les symboles de la souveraineté ottomane. Ce projet est présenté le 23 juillet au prince Georges qui préfère démissionner de ses fonctions de haut-commissaire le 12 septembre 1906. Les vénizélistes acceptent quant à eux le projet occidental,. Une concession supplémentaire est faite aux partisans de l'énosis : le roi Georges obtient le droit de nommer le successeur de son fils au poste de haut-commissaire. La Crète entre alors dans une sorte d'union personnelle avec la Grèce. L'ancien Premier ministre grec Aléxandros Zaïmis est désigné pour succéder au prince. Le 25 septembre, ce dernier quitte définitivement l'île,.

#### Le coup de Goudi

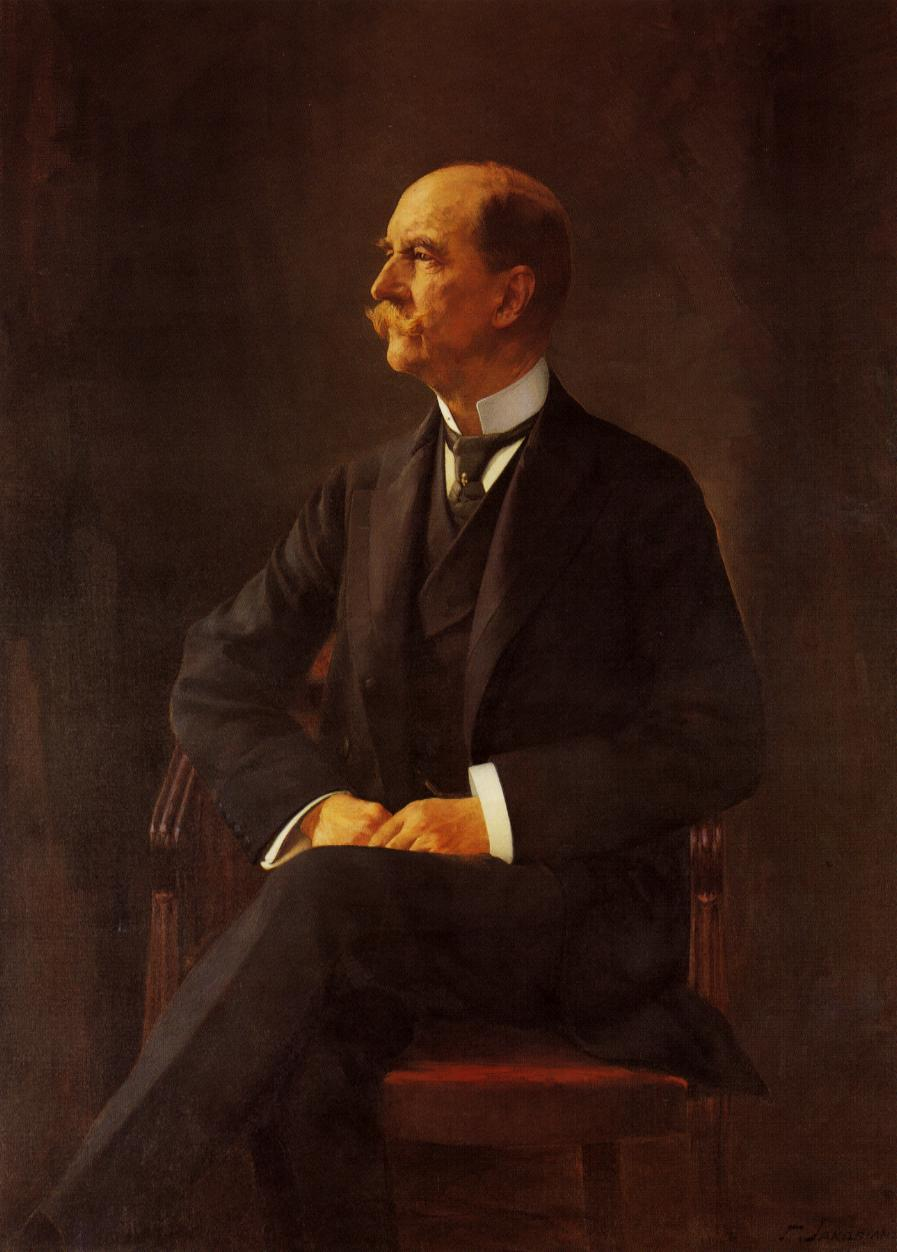
Portrait officiel du roi Georges Ier (musée d'histoire nationale d'Athènes) par Geórgios Iakovídis, 1910.

En réponse à la révolution des Jeunes-Turcs de 1908, les soutiens de Venizélos deviennent encore plus nombreux. Le 8 octobre 1908, l’Assemblée crétoise vote une résolution en faveur de l’union de l’île à la Grèce, et ce malgré les réserves du gouvernement hellène de Geórgios Theotókis et les objections des grandes puissances.
Sans être réellement annexée par le royaume hellène, l’île est donc, de facto, détachée de l’Empire ottoman. Sur le continent, cependant, la pusillanimité du roi et du gouvernement choque, et cela particulièrement chez les militaires. Le 15 août 1909, un groupe d’officiers, réunis dans la Ligue militaire (en grec : Στρατιωκικός Σύνδεσμος / Stratiotikos Syndesmos), organise un coup d'État contre le gouvernement : c’est le « coup de Goudi ». Bien que se déclarant monarchistes, les membres de la Ligue, dirigée par Nikólaos Zorbás, demandent notamment au souverain de démettre ses fils de l’armée. Officiellement, il s'agit de protéger les princes des jalousies que pourraient faire naître leurs amitiés avec certains militaires. Mais la réalité est bien différente : les officiers continuent en effet à juger le diadoque responsable du traumatisme de la guerre de 1897. La situation est si tendue que les fils de Georges Ier se voient contraints de démissionner de leurs postes militaires pour épargner à leur père la honte de devoir les renvoyer. Le diadoque est par ailleurs conduit à quitter la Grèce avec son épouse et leurs enfants. La famille s'installe alors, pour plusieurs mois, à Kronberg, en Allemagne.
En décembre 1909, le colonel Zorbás, chef de la Ligue militaire, fait pression sur le roi pour qu’il le nomme à la tête du gouvernement à la place du Premier ministre Kyriakoúlis Mavromichális. Georges Ier refuse, mais le gouvernement doit engager des réformes qui vont dans le sens des militaires. L’état-major est réorganisé et les proches du diadoque, parmi lesquels Ioánnis Metaxás, sont écartés.

#### L’arrivée de Venizélos au pouvoir

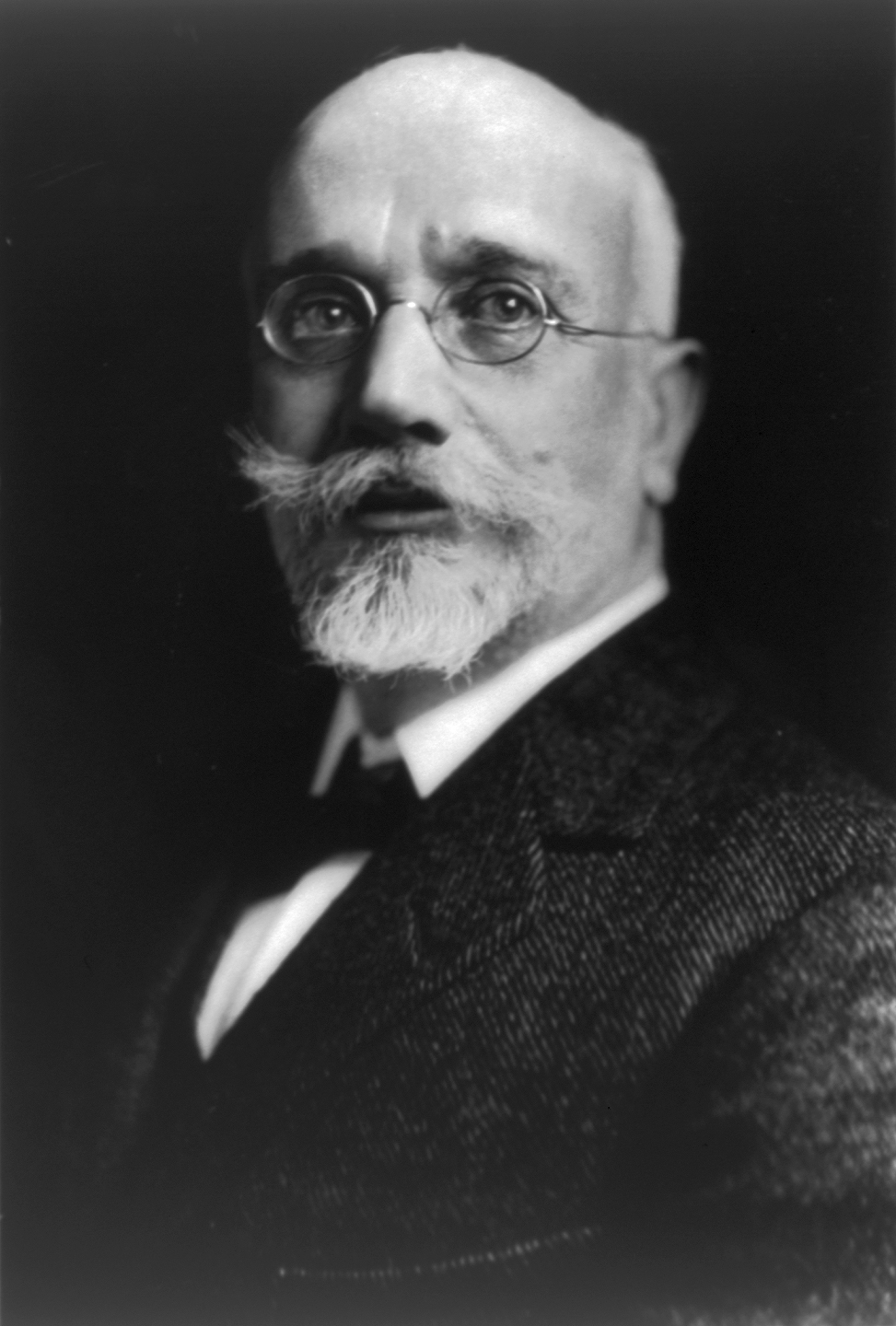
Elefthérios Venizélos en 1919.

Malgré ces réformes, une partie des membres de la Ligue militaire continue à s'opposer au gouvernement dans le but de prendre le pouvoir. Ils se rendent alors en Crète pour y rencontrer le chef du gouvernement de l’île, Elefthérios Venizélos, et lui proposer le poste de Premier ministre, à Athènes. En effet, lorsque le prince Georges de Grèce était haut-commissaire de la Crète autonome, entre 1905 et 1909, Venizélos s’était opposé farouchement à sa politique, ce qui lui a donné une réputation anti-dynastique. Les officiers de la Ligue voient donc en lui un partenaire naturel et efficace contre le roi Georges Ier. Mais Venizélos ne souhaite pas apparaître en Grèce comme « l’homme de l’armée », et il convainc les militaires de pousser à l’organisation d'une nouvelle consultation populaire. Les élections législatives d'août 1910 puis de novembre de la même année portent Venizélos et ses partisans au pouvoir. Pour la famille royale, c'est un moment difficile.
Cependant, Venizélos ne cherche pas à affaiblir la dynastie des Glücksbourg. Pour montrer qu'il n'obéit pas à l'armée, le Premier ministre replace, en 1911, le diadoque à la tête de l'état-major,. Bientôt, sous la supervision de Constantin et de celle du Premier ministre, l’armée hellène est modernisée et équipée, avec le soutien d’officiers français et anglais. De nouveaux navires de guerre sont également commandés par la marine. Le but de cette modernisation est de rendre le pays prêt à une nouvelle guerre contre l'Empire ottoman,,.

### Une monarchie consolidée?

#### Le déclenchement de la première guerre balkanique

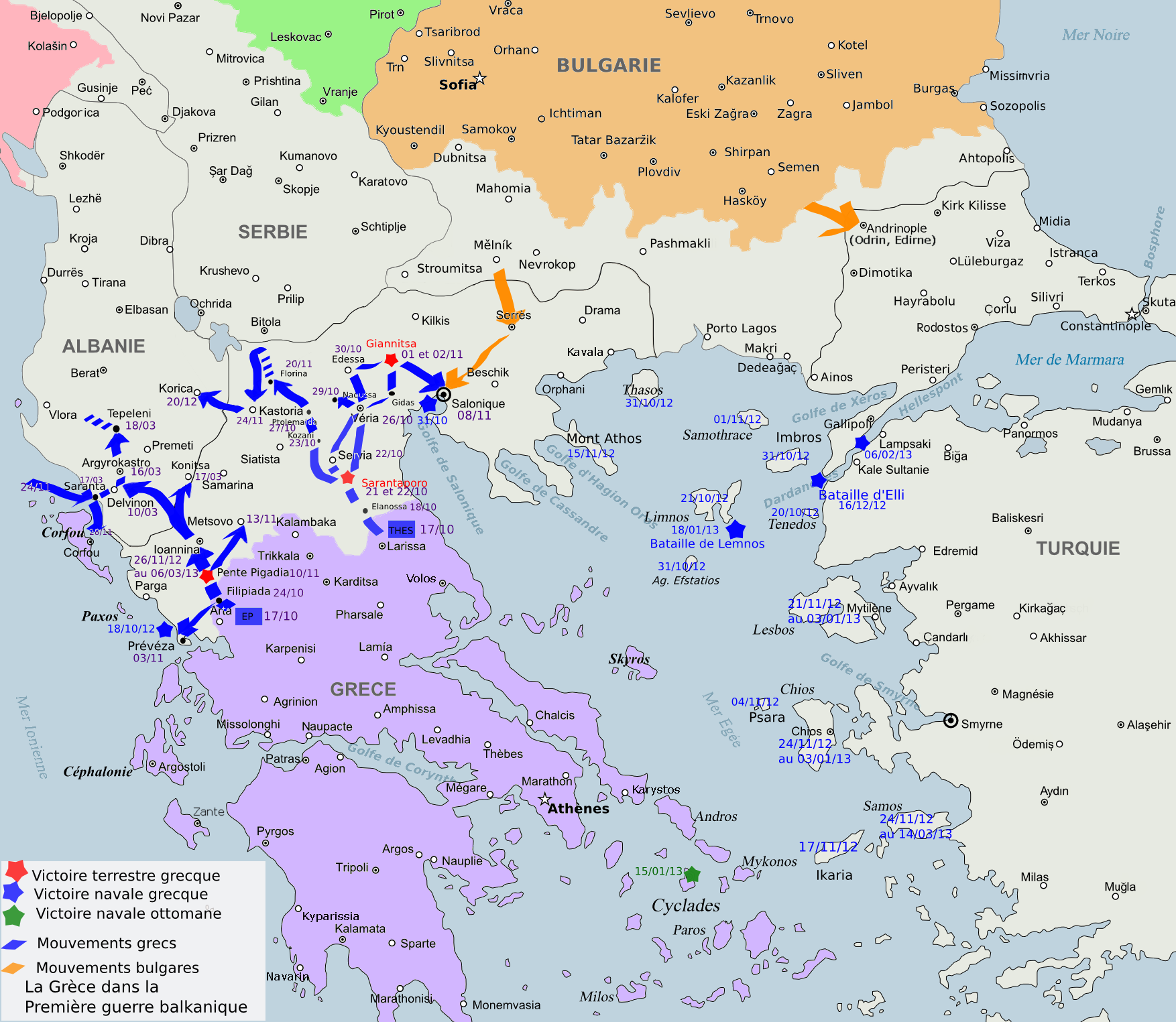
Les opérations grecques durant la première guerre balkanique.

Le 8 octobre 1912, le Monténégro déclare la guerre à l'Empire ottoman. Moins d’une dizaine de jours plus tard, la Serbie, la Bulgarie et la Grèce entrent à leur tour en guerre : c’est le début de la première guerre balkanique.
Du côté grec, le conflit se déroule sur deux fronts : dans le Nord-Est du pays, vers la Thessalie et la Macédoine, et dans le Nord-Ouest, vers l'Épire. Les troupes hellènes, composées de 120 000 hommes, sont donc divisées en deux armées, et celle qui se dirige vers le nord-est est commandée par le diadoque Constantin. Selon les ordres du roi et d'Elefthérios Venizélos, cette armée a pour objectif d'atteindre la ville de Thessalonique avant les forces bulgares. Il s’agit là d’un objectif principalement politique et symbolique, qui va à l'encontre du sentiment de l’état-major. En effet, le diadoque et ses hommes préfèreraient marcher sur Bitola, dans l’actuelle république de Macédoine. L’objectif serait alors d'abord militaire : Bitola étant la principale place forte turque de la région, sa conquête permettrait de vaincre totalement les troupes ottomanes et de prendre ainsi une revanche sur la défaite de 1897. La prise de Bitola donnerait aussi à la Grèce le contrôle de la quasi-totalité de la Macédoine.
Après la victoire grecque à Sarantáporo le 22 octobre, les dissensions entre l'état-major et le gouvernement apparaissent au grand jour. Pour profiter du premier succès grec, Constantin redemande à marcher sur Bitola et Georges Ier doit user de toute son autorité pour lui faire accepter que les objectifs du conflit sont politiques et non militaires. Le diadoque tourne alors tout son ressentiment contre Elefthérios Venizélos, à qui il reproche de s’immiscer dans les affaires de l’armée. Néanmoins, Constantin obtempère, même s'il garde à l'esprit la possibilité de se retourner contre Bitola après avoir pris Thessalonique.

#### La prise de Thessalonique

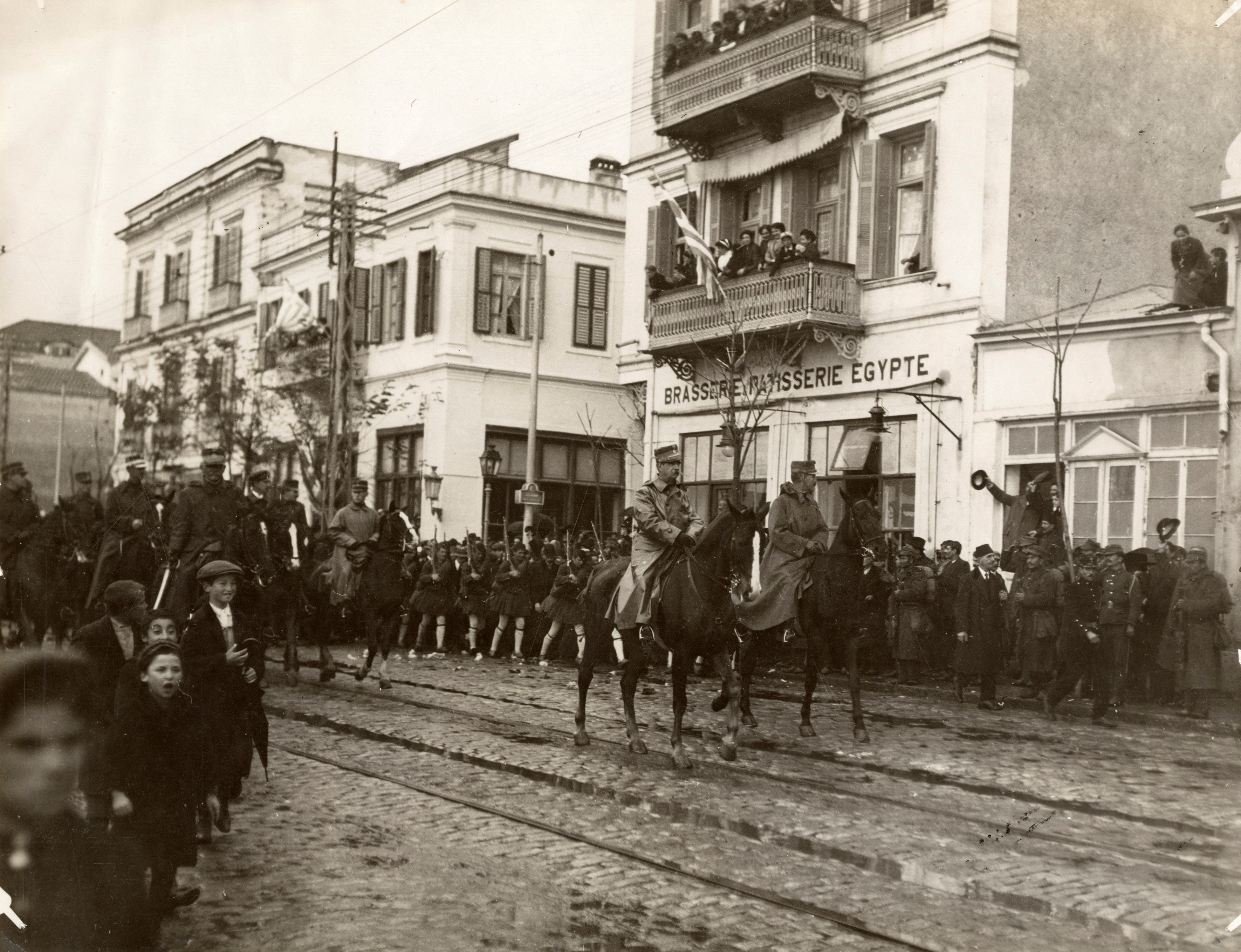
L'armée grecque entrant dans Thessalonique (1912).

Après une vingtaine de jours de combats victorieux, les troupes du diadoque arrivent aux portes de Thessalonique et encerclent la ville. Le commandant de la cité et de la IIIe armée turque, Hasan Tahsin Pacha, juge alors sa situation intenable. Il demande à ouvrir des pourparlers avec l'état-major grec, ainsi qu'avec les représentants bulgares, dont l’armée approche à grands pas de la ville. Cependant, les Grecs font aux Turcs des conditions plus favorables et le commandant se rend au diadoque. Les troupes grecques, avec à leur tête Constantin et d'autres membres de la famille royale, entrent dans Thessalonique le 8 novembre, jour de la fête de son saint patron, saint Dimitrios,. L’événement donne lieu à des scènes de liesse populaire et les princes sont ovationnés par la foule. La reddition d’Hussein Tashin-Pacha, qui remet symboliquement son épée à Constantin à l’intérieur même du palais des gouverneurs, est le point d'orgue de cette journée.
Cependant, les forces hellènes ne précèdent que de quelques heures les troupes bulgares, commandées par le général Gueorgui Todorov et les princes Boris et Cyrille. Mécontent de la victoire grecque, Todorov déclare à Constantin qu’étant donné que la Bulgarie et la Grèce sont alliées dans le conflit, leurs armées doivent occuper conjointement la capitale macédonienne. Le diadoque lui répond alors que ce sont les Grecs qui ont obtenu la reddition de Thessalonique et que c’est à eux seuls de la tenir. Les relations entre les deux armées sont donc très tendues. Cependant, après une visite du roi Ferdinand Ier de Bulgarie dans la ville, Athènes et Sofia conviennent de reporter la question de la possession de Thessalonique au moment des pourparlers de paix, même si ce sont bien les troupes hellènes qui l'occupent.
Une fois la ville conquise, Constantin en devient gouverneur. Il accueille son père, le roi Georges Ier, et le Premier ministre Elefthérios Venizélos, dans la ville, le 12 novembre 1912. Lors de cet événement, la famille royale est une nouvelle fois acclamée et des démonstrations de joie se produisent dans les rues. L’héritier du trône ne perd cependant pas de vue ses objectifs militaires. Souhaitant toujours prendre Bitola, il envoie ses troupes en direction de la Macédoine centrale, où elles remportent de nouvelles victoires.

#### L’assassinat du roi

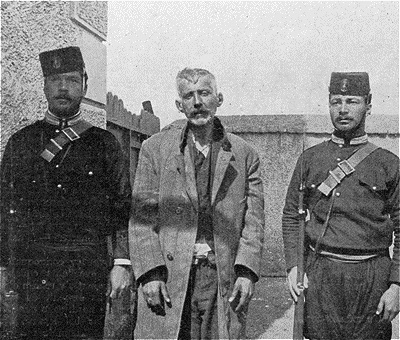
Aléxandros Schinás, après son arrestation (1913).

Désireux de tirer avantage de la popularité du diadoque pour renforcer sa dynastie, Georges Ier prend la décision d’abdiquer en sa faveur. À Thessalonique, le roi informe ainsi sa famille, qu’il souhaite quitter le pouvoir à l’occasion de son jubilé d'or, qui doit avoir lieu en octobre. Le monarque explique alors qu’il n’a plus assez de vigueur pour continuer à gouverner et que Constantin a désormais l’âge idéal et l'envergure nécessaire pour le remplacer,.
Le 18 mars 1913, Georges Ier part, comme chaque après-midi depuis qu’il est arrivé à Thessalonique, se promener dans les rues de la ville. Il s’y déplace presque sans aucune protection, exactement comme il le fait à Athènes, depuis le début de son règne. Mais il est attendu, ce jour-là, près de la Tour blanche, par un homme du nom d'Aléxandros Schinás, qui l’abat d’un coup de revolver. Le souverain est conduit à l'hôpital mais il meurt avant d'y parvenir. Le prince Nicolas est rapidement prévenu de l’événement et c’est lui qui fait parvenir la nouvelle du décès au reste de sa famille.

#### Funérailles

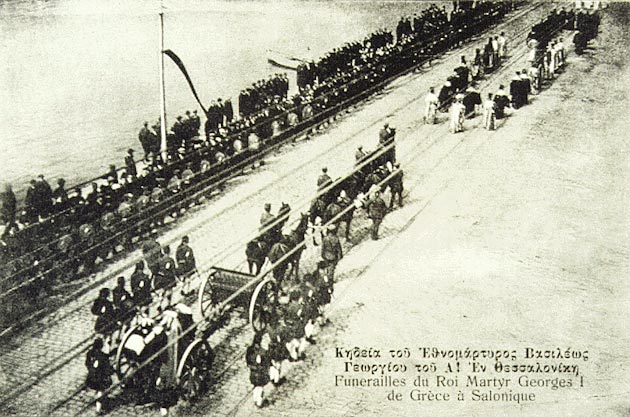
Les funérailles de Georges Ier (1913).

Conscientes que l'assassinat du roi dans une ville largement peuplée de Slaves pourrait raviver les tensions avec la Bulgarie, les autorités refusent tout motif politique au régicide et déclarent que Schinás est un déséquilibré alcoolique. Arrêté par la police, l'homme est placé en détention mais il meurt avant son procès, en se défenestrant de sa prison, le 6 mai 1913,.
Après avoir été rapatriée par bateau dans la capitale grecque, la dépouille du roi, entourée des drapeaux grec et danois, est placée dans la cathédrale d’Athènes et exposée publiquement pendant trois jours. Le corps du monarque est ensuite inhumé dans les jardins du palais royal de Tatoï, que Georges Ier affectionnait tout particulièrement.

#### Suites immédiates
La fin de la première guerre balkanique et la signature du traité de Londres du 30 mai 1913 permettent au royaume de Georges Ier de s’étendre considérablement : une grande partie de la Macédoine (avec Thessalonique) et de l’Épire ainsi que la Crète et la plupart des îles Égéennes sont en effet annexées par la Grèce. Pourtant, la paix est loin d’être acquise et une deuxième guerre balkanique, dirigée cette fois contre le royaume de Bulgarie, se prépare.
Surtout, le successeur de Georges, le roi Constantin Ier, est loin d’avoir la même personnalité que son père et son opposition au Premier ministre Elefthérios Venizélos est à l'origine de difficultés politiques. Le nouveau souverain n’ayant jamais été formé aux affaires d’État par Georges, il fait en outre preuve de beaucoup de maladresse, dont les conséquences se révèlent désastreuses lors de la Première Guerre mondiale.

## GeorgesIerdans la culture populaire

### Toponyme
Un îlot apparu en 1865 dans la caldeira de Santorin, entre Néa Kaméni et Paléa Kaméni, est baptisé Georges en l’honneur du souverain.
Une place dans le centre historique de Patras, initialement nommée en l’honneur du roi Othon Ier, est rebaptisée « place Georges-Ier » au début de son règne.

### Littérature
Georges Ier apparaît dans plusieurs romans historiques :
- Il est le héros du roman biographique de Nicholas Tantzos King by Chance, publié en 1988[205] ;
- Il est également présent dans La Nuit blanche de Saint-Pétersbourg, œuvre du prince Michel de Grèce centrée sur la figure du grand-duc Nicolas Constantinovitch de Russie, beau-frère du souverain[206].

### Cinéma et télévision
À l'écran, le rôle de Georges Ier est interprété par plusieurs acteurs :
- Dimítris Myrát, dans le film grec Elefthérios Venizélos (1910-1927) de Pantelís Voúlgaris (1980)[207] ;
- Thodoros Exarhos, dans la mini-série américaine en deux épisodes The First Olympics: Athens 1896, réalisée par Alvin Rakoff (1984)[208] ;
- Paul Greenhalgh, dans la mini-série britannique Edward the King (1975)[209].

### Philatélie et numismatique

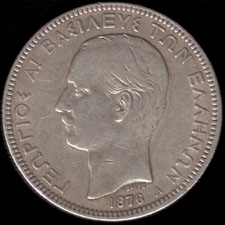
Pièce de 5 drachmes à l’effigie du roi (1876).

Différents timbres à l'effigie de Georges Ier ont été émis par les postes crétoise et grecque :
- En 1905, deux timbres crétois de la série « révolte de Therissos » représentant le portrait du roi ;
- En 1912-1913, un timbre grec de la série « lutte contre la tuberculose » (jamais mis en circulation), montrant le roi et son épouse Olga entourés d'Héraclès et d'une couronne royale ;
- En 1939, cinq timbres grecs de la série « intégration des îles Ioniennes », représentant le roi Georges Ier et la reine Victoria à l'occasion des 75 ans du rattachement des îles Ioniennes ;
- En 1956 et 1957, deux timbres grecs des séries « Rois de Grèce A » et « B » montrant le portrait du roi ;
- En 1963, cinq timbres grecs de la série « centenaire de la monarchie hellène » représentant les cinq souverains de la maison de Glücksbourg ;
- En 2012, l'un des quatre timbres de la série « libération de Thessalonique » représente l'entrée du roi Georges Ier et du diadoque Constantin dans la capitale macédonienne, en 1912[210].

Différentes pièces de monnaie à l'effigie de Georges Ier ont été frappées par le royaume de Grèce entre 1869 et 1911. En outre, une pièce commémorative de 30 drachmes d'argent représentant le souverain et ses quatre successeurs a été réalisée à l'occasion du centenaire de la dynastie, en 1963.

### Phaléristique
En 1915, l’ordre de Georges Ier (grec moderne : Βασιλικόν Τάγμα Γεωργίου Α' / Vasilikón tágma Yeoryíou A) est créé par le roi Constantin Ier en souvenir de son père pour honorer les civils et les militaires qui ont œuvré pour leur pays.
En 1936, l’ordre des Saints-Georges-et-Constantin (grec moderne : Βασιλικό και οικογενειακό τάγμα Αγίων Γεωργίου και Κωνσταντίνου / Vasilikó ke ikogeniakó tágma Agíon Yeoryíou ke Konstantínou) est créé en référence aux saints patrons du souverain et de son successeur, Constantin Ier, par le roi Georges II de Grèce.

### Mémorial

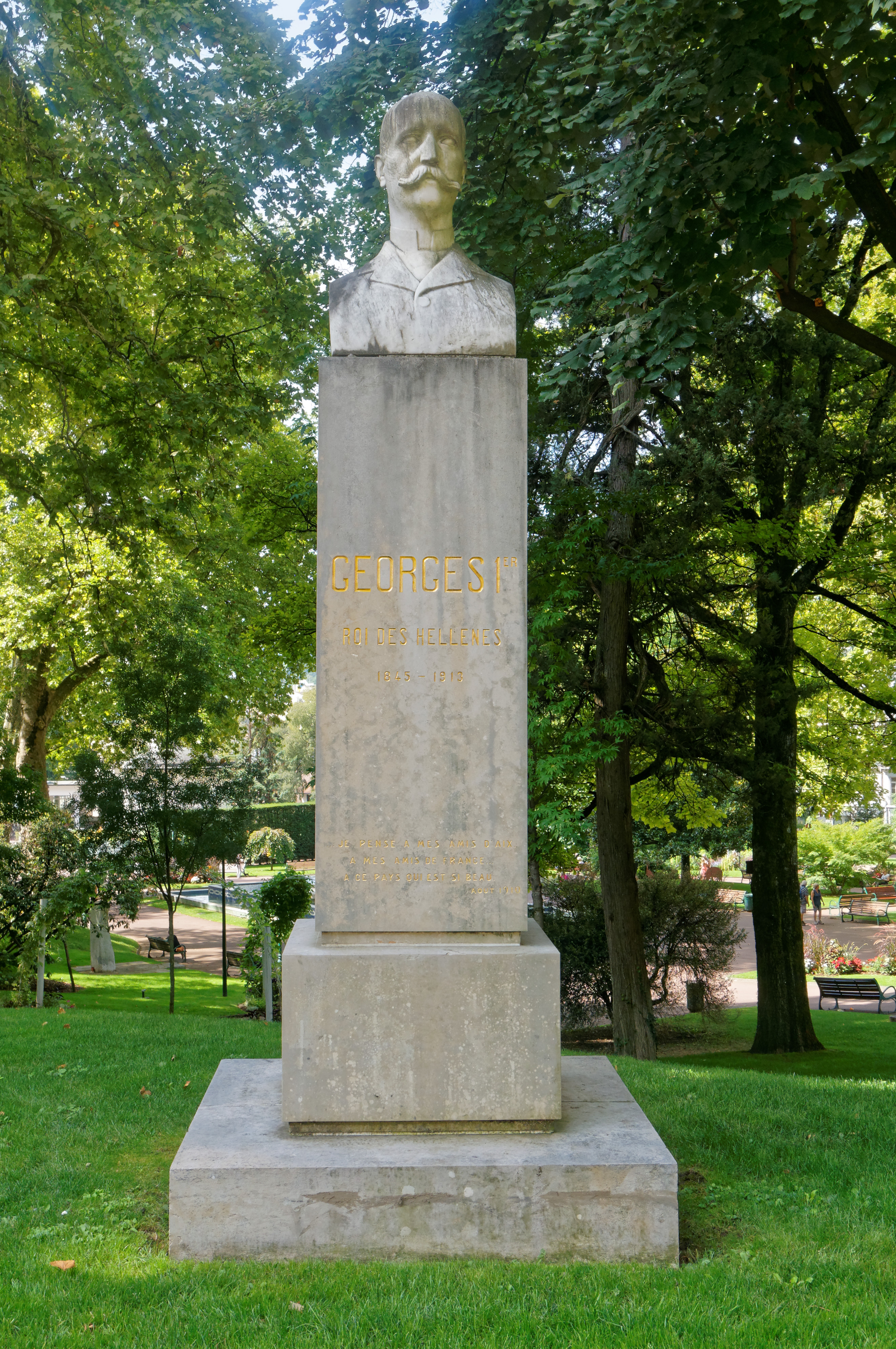
Mémorial consacré au roi, à Aix-les-Bains (2017).

Édifiée en 1902, l'église du Saint-Sauveur de Néa Smyrni, dans la banlieue d'Athènes, commémore l'attentat du 14 février 1898 (26 février dans le calendrier grégorien), auxquels ont réchappé le roi Georges Ier et sa fille la princesse Marie.
À Thessalonique, un buste du souverain, réalisé par le sculpteur Konstantínos Dimitriádis en 1915, rappelle le lieu où s'est produit son assassinat.
En 1937, un monument commémoratif dédié à Georges Ier est érigé avenue Lord-Revelstoke, à Aix-les-Bains. Réalisé par le sculpteur Athanase Apartis pour rappeler les séjours de l'ancien souverain dans la station thermale, il se compose d'un buste posé sur un piédestal sur lequel est inscrit : « GEORGES Ier / ROI DES HELLÈNES / 1845-1913 ; CE MONUMENT A ÉTÉ OFFERT A LA VILLE D'AIX-LES-BAINS PAR E. CONTOMICHALOS »,.

### Musée
À Thessalonique, une salle de l'orphelinat Papafeio, où a été conduite la dépouille de Georges Ier après l'attentat perpétré par Aléxandros Schinás, abrite un petit musée consacré au premier roi des Hellènes depuis 1960.

### Marine
Deux navires de la marine de guerre hellénique ont été baptisés en l'honneur de Georges Ier :
- Le Roi Georges, second cuirassé acquis par l'État grec, en 1867[219] ;
- Le Roi Georges, un destroyer de type Greyhound en service entre 1938 et 1941[220].

### Georges Ier dans l'Europe des rois

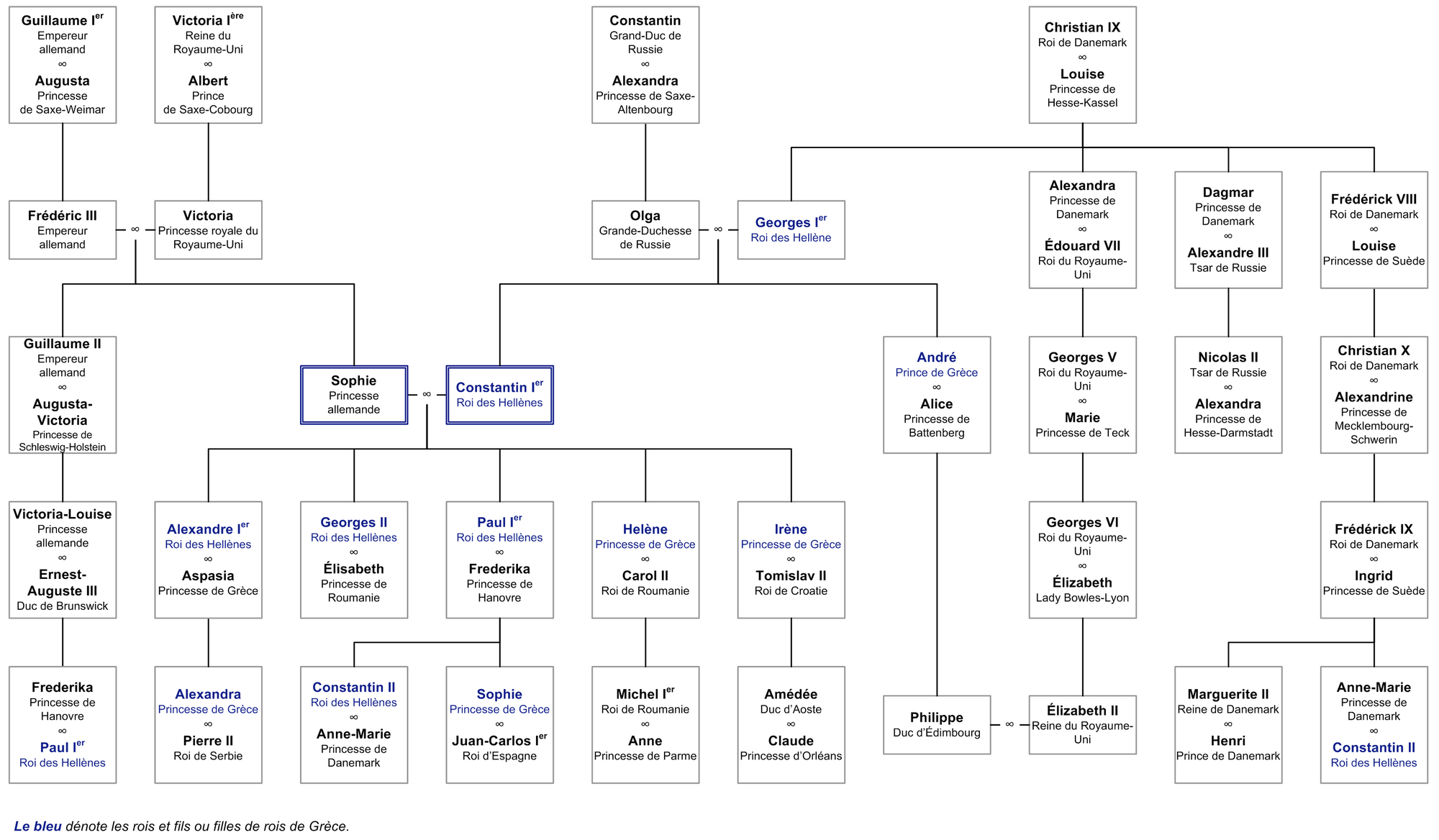
La famille du roi Georges Ier de Grèce. (Cliquez ici pour une image plus grande).

## Arbres généalogiques

### Quartiers de GeorgesIer
|  |                                                                     |  |  |  |  |  |  |  |  |  |  |  |  |  |  |  |  |  |  |
|  | 16. Charles-Antoine-Auguste de Schleswig-Holstein-Sonderbourg-Beck  |  |  |  |  |  |  |  |  |  |  |  |  |  |  |  |  |  |  |
|  |                                                                     |  |  |  |  |  |  |  |  |  |  |  |  |  |  |  |  |  |  |
|  |                                                                     |  |  |  |  |  |  |  |  |  |  |  |  |  |  |  |  |  |  |
|  | 8. Frédéric-Charles-Louis de Schleswig-Holstein-Sonderbourg-Beck    |  |  |  |  |  |  |  |  |  |  |  |  |  |  |  |  |  |  |
|  |                                                                     |  |  |  |  |  |  |  |  |  |  |  |  |  |  |  |  |  |  |
|  |                                                                     |  |  |  |  |  |  |  |  |  |  |  |  |  |  |  |  |  |  |
|  | 17. Charlotte de Dohna-Leistenau                                    |  |  |  |  |  |  |  |  |  |  |  |  |  |  |  |  |  |  |
|  |                                                                     |  |  |  |  |  |  |  |  |  |  |  |  |  |  |  |  |  |  |
|  |                                                                     |  |  |  |  |  |  |  |  |  |  |  |  |  |  |  |  |  |  |
|  | 4. Frédéric-Guillaume de Schleswig-Holstein-Sonderbourg-Glücksbourg |  |  |  |  |  |  |  |  |  |  |  |  |  |  |  |  |  |  |
|  |                                                                     |  |  |  |  |  |  |  |  |  |  |  |  |  |  |  |  |  |  |
|  |                                                                     |  |  |  |  |  |  |  |  |  |  |  |  |  |  |  |  |  |  |
|  | 18. Charles-Léopold de Schlieben                                    |  |  |  |  |  |  |  |  |  |  |  |  |  |  |  |  |  |  |
|  |                                                                     |  |  |  |  |  |  |  |  |  |  |  |  |  |  |  |  |  |  |
|  |                                                                     |  |  |  |  |  |  |  |  |  |  |  |  |  |  |  |  |  |  |
|  | 9. Frédérique de Schlieben                                          |  |  |  |  |  |  |  |  |  |  |  |  |  |  |  |  |  |  |
|  |                                                                     |  |  |  |  |  |  |  |  |  |  |  |  |  |  |  |  |  |  |
|  |                                                                     |  |  |  |  |  |  |  |  |  |  |  |  |  |  |  |  |  |  |
|  | 19. Marie-Éléonore de Lehndorff                                     |  |  |  |  |  |  |  |  |  |  |  |  |  |  |  |  |  |  |
|  |                                                                     |  |  |  |  |  |  |  |  |  |  |  |  |  |  |  |  |  |  |
|  |                                                                     |  |  |  |  |  |  |  |  |  |  |  |  |  |  |  |  |  |  |
|  | 2. Christian IX de Danemark                                         |  |  |  |  |  |  |  |  |  |  |  |  |  |  |  |  |  |  |
|  |                                                                     |  |  |  |  |  |  |  |  |  |  |  |  |  |  |  |  |  |  |
|  |                                                                     |  |  |  |  |  |  |  |  |  |  |  |  |  |  |  |  |  |  |
|  | 20. Frédéric II de Hesse-Cassel                                     |  |  |  |  |  |  |  |  |  |  |  |  |  |  |  |  |  |  |
|  |                                                                     |  |  |  |  |  |  |  |  |  |  |  |  |  |  |  |  |  |  |
|  |                                                                     |  |  |  |  |  |  |  |  |  |  |  |  |  |  |  |  |  |  |
|  | 10. Charles de Hesse-Cassel                                         |  |  |  |  |  |  |  |  |  |  |  |  |  |  |  |  |  |  |
|  |                                                                     |  |  |  |  |  |  |  |  |  |  |  |  |  |  |  |  |  |  |
|  |                                                                     |  |  |  |  |  |  |  |  |  |  |  |  |  |  |  |  |  |  |
|  | 21. Marie de Grande-Bretagne                                        |  |  |  |  |  |  |  |  |  |  |  |  |  |  |  |  |  |  |
|  |                                                                     |  |  |  |  |  |  |  |  |  |  |  |  |  |  |  |  |  |  |
|  |                                                                     |  |  |  |  |  |  |  |  |  |  |  |  |  |  |  |  |  |  |
|  | 5. Louise-Caroline de Hesse-Cassel                                  |  |  |  |  |  |  |  |  |  |  |  |  |  |  |  |  |  |  |
|  |                                                                     |  |  |  |  |  |  |  |  |  |  |  |  |  |  |  |  |  |  |
|  |                                                                     |  |  |  |  |  |  |  |  |  |  |  |  |  |  |  |  |  |  |
|  | 22. Frédéric V de Danemark                                          |  |  |  |  |  |  |  |  |  |  |  |  |  |  |  |  |  |  |
|  |                                                                     |  |  |  |  |  |  |  |  |  |  |  |  |  |  |  |  |  |  |
|  |                                                                     |  |  |  |  |  |  |  |  |  |  |  |  |  |  |  |  |  |  |
|  | 11. Louise de Danemark                                              |  |  |  |  |  |  |  |  |  |  |  |  |  |  |  |  |  |  |
|  |                                                                     |  |  |  |  |  |  |  |  |  |  |  |  |  |  |  |  |  |  |
|  |                                                                     |  |  |  |  |  |  |  |  |  |  |  |  |  |  |  |  |  |  |
|  | 23. Louise de Grande-Bretagne                                       |  |  |  |  |  |  |  |  |  |  |  |  |  |  |  |  |  |  |
|  |                                                                     |  |  |  |  |  |  |  |  |  |  |  |  |  |  |  |  |  |  |
|  |                                                                     |  |  |  |  |  |  |  |  |  |  |  |  |  |  |  |  |  |  |
|  | 1. Georges Ier de Grèce                                             |  |  |  |  |  |  |  |  |  |  |  |  |  |  |  |  |  |  |
|  |                                                                     |  |  |  |  |  |  |  |  |  |  |  |  |  |  |  |  |  |  |
|  |                                                                     |  |  |  |  |  |  |  |  |  |  |  |  |  |  |  |  |  |  |
|  | 24. Frédéric II de Hesse-Cassel                                     |  |  |  |  |  |  |  |  |  |  |  |  |  |  |  |  |  |  |
|  |                                                                     |  |  |  |  |  |  |  |  |  |  |  |  |  |  |  |  |  |  |
|  |                                                                     |  |  |  |  |  |  |  |  |  |  |  |  |  |  |  |  |  |  |
|  | 12. Frédéric de Hesse-Cassel-Rumpenheim                             |  |  |  |  |  |  |  |  |  |  |  |  |  |  |  |  |  |  |
|  |                                                                     |  |  |  |  |  |  |  |  |  |  |  |  |  |  |  |  |  |  |
|  |                                                                     |  |  |  |  |  |  |  |  |  |  |  |  |  |  |  |  |  |  |
|  | 25. Marie de Grande-Bretagne                                        |  |  |  |  |  |  |  |  |  |  |  |  |  |  |  |  |  |  |
|  |                                                                     |  |  |  |  |  |  |  |  |  |  |  |  |  |  |  |  |  |  |
|  |                                                                     |  |  |  |  |  |  |  |  |  |  |  |  |  |  |  |  |  |  |
|  | 6. Guillaume de Hesse-Cassel-Rumpenheim                             |  |  |  |  |  |  |  |  |  |  |  |  |  |  |  |  |  |  |
|  |                                                                     |  |  |  |  |  |  |  |  |  |  |  |  |  |  |  |  |  |  |
|  |                                                                     |  |  |  |  |  |  |  |  |  |  |  |  |  |  |  |  |  |  |
|  | 26. Charles-Guillaume de Nassau-Usingen                             |  |  |  |  |  |  |  |  |  |  |  |  |  |  |  |  |  |  |
|  |                                                                     |  |  |  |  |  |  |  |  |  |  |  |  |  |  |  |  |  |  |
|  |                                                                     |  |  |  |  |  |  |  |  |  |  |  |  |  |  |  |  |  |  |
|  | 13. Caroline de Nassau-Usingen                                      |  |  |  |  |  |  |  |  |  |  |  |  |  |  |  |  |  |  |
|  |                                                                     |  |  |  |  |  |  |  |  |  |  |  |  |  |  |  |  |  |  |
|  |                                                                     |  |  |  |  |  |  |  |  |  |  |  |  |  |  |  |  |  |  |
|  | 27. Caroline-Félicitée de Leiningen-Dagsbourg                       |  |  |  |  |  |  |  |  |  |  |  |  |  |  |  |  |  |  |
|  |                                                                     |  |  |  |  |  |  |  |  |  |  |  |  |  |  |  |  |  |  |
|  |                                                                     |  |  |  |  |  |  |  |  |  |  |  |  |  |  |  |  |  |  |
|  | 3. Louise de Hesse-Cassel                                           |  |  |  |  |  |  |  |  |  |  |  |  |  |  |  |  |  |  |
|  |                                                                     |  |  |  |  |  |  |  |  |  |  |  |  |  |  |  |  |  |  |
|  |                                                                     |  |  |  |  |  |  |  |  |  |  |  |  |  |  |  |  |  |  |
|  | 28. Frédéric V de Danemark                                          |  |  |  |  |  |  |  |  |  |  |  |  |  |  |  |  |  |  |
|  |                                                                     |  |  |  |  |  |  |  |  |  |  |  |  |  |  |  |  |  |  |
|  |                                                                     |  |  |  |  |  |  |  |  |  |  |  |  |  |  |  |  |  |  |
|  | 14. Frédéric de Danemark                                            |  |  |  |  |  |  |  |  |  |  |  |  |  |  |  |  |  |  |
|  |                                                                     |  |  |  |  |  |  |  |  |  |  |  |  |  |  |  |  |  |  |
|  |                                                                     |  |  |  |  |  |  |  |  |  |  |  |  |  |  |  |  |  |  |
|  | 29. Juliane-Marie de Brunswick                                      |  |  |  |  |  |  |  |  |  |  |  |  |  |  |  |  |  |  |
|  |                                                                     |  |  |  |  |  |  |  |  |  |  |  |  |  |  |  |  |  |  |
|  |                                                                     |  |  |  |  |  |  |  |  |  |  |  |  |  |  |  |  |  |  |
|  | 7. Louise-Charlotte de Danemark                                     |  |  |  |  |  |  |  |  |  |  |  |  |  |  |  |  |  |  |
|  |                                                                     |  |  |  |  |  |  |  |  |  |  |  |  |  |  |  |  |  |  |
|  |                                                                     |  |  |  |  |  |  |  |  |  |  |  |  |  |  |  |  |  |  |
|  | 30. Louis de Mecklembourg-Schwerin                                  |  |  |  |  |  |  |  |  |  |  |  |  |  |  |  |  |  |  |
|  |                                                                     |  |  |  |  |  |  |  |  |  |  |  |  |  |  |  |  |  |  |
|  |                                                                     |  |  |  |  |  |  |  |  |  |  |  |  |  |  |  |  |  |  |
|  | 15. Sophie-Frédérique de Mecklembourg-Schwerin                      |  |  |  |  |  |  |  |  |  |  |  |  |  |  |  |  |  |  |
|  |                                                                     |  |  |  |  |  |  |  |  |  |  |  |  |  |  |  |  |  |  |
|  |                                                                     |  |  |  |  |  |  |  |  |  |  |  |  |  |  |  |  |  |  |
|  | 31. Charlotte de Saxe-Cobourg-Saalfeld                              |  |  |  |  |  |  |  |  |  |  |  |  |  |  |  |  |  |  |
|  |                                                                     |  |  |  |  |  |  |  |  |  |  |  |  |  |  |  |  |  |  |
|  |                                                                     |  |  |  |  |  |  |  |  |  |  |  |  |  |  |  |  |  |  |

## Titulature et honneurs

### Titulature
- 24 décembre 1845 – 31 juillet 1853 : Son Altesse le prince Guillaume de Schleswig-Holstein-Sonderbourg-Glücksbourg ;
- 31 juillet 1853 – 30 mars 1863 : Son Altesse Royale le prince Guillaume de Danemark ;
- 30 mars 1863 – 18 mars 1913 : Sa Majesté le roi des Hellènes.

### Principales décorations étrangères
- Grand-croix de l'ordre d'Albert l'Ours (Anhalt)[221] ;
- Grand-croix de l'ordre de Saint-Étienne (Autriche-Hongrie)[222] ;
- Chevalier de l'ordre de la Fidélité (Bade)[223] ;
- Chevalier de l'ordre de Saint-Hubert (Bavière)[224] ;
- Grand-croix de l'ordre d'Henri le Lion (Brunswick)[225] ;
- Chevalier de l'ordre de l'Éléphant (Danemark)[226] ;
- Croix d'honneur puis grand-commandeur de l'ordre de Dannebrog (Danemark)[227] ;
- Grand-croix de l'ordre de Charles III (Espagne)[228] ;
- Chevalier de l'ordre de la Toison d'or (Espagne)[229] ;
- Grand-croix de l'ordre de la Légion d'honneur (France)[230] ;
- Grand-croix de l'ordre de Louis (Hesse-Darmstadt)[231] ;
- Chevalier de l'ordre suprême de la Très Sainte Annonciade (Italie)[232] ;
- Grand-croix avec la couronne en or de l'ordre de la Couronne de Wende (duchés du Mecklembourg)[233] ;
- Chevalier de l'ordre de l'Aigle noir avec (Prusse)[234] ;
- Chevalier de l'ordre de Carol Ier (Roumanie)[235] ;
- Chevalier de l'ordre de la Jarretière (Royaume-Uni)[236] ;
- Chevalier grand-croix de l'ordre royal de Victoria (Royaume-Uni)[237] ;
- Chaîne royale de Victoria (Royaume-Uni)[238] ;
- Chevalier de l'ordre de Saint-André (Russie) ;
- Chevalier de l'ordre de la Couronne de Saxe (Saxe)[234] ;
- Grand-croix de l'ordre de la Maison ernestine de Saxe (Duchés saxons)[239] ;
- Grand-croix de l'ordre du Faucon blanc (Saxe-Weimar-Eisenach)[240] ;
- Chevalier de l'ordre des Séraphins (Suède-Norvège)[241] ;
- Grand-croix de l'ordre de la Couronne de Wurtemberg (Wurtemberg)[242].

### Sur GeorgesIer
- (en) Christie's, From the Collection of King George I of the Hellenes, Christie's, 2007 (ASIN B000SSVCZQ).
- (en) Captain Walter Christmas (trad. du danois), King George of Greece, New York, MacBride, Naste & Company, 1914 (ISBN 1402175272, lire en ligne).
- (en) Peter Mario Kreuter, « From Dybbøl to Thessaloniki: George I, King of the Hellenes, and the Fate of War », dans The Changing Places and Faces of War, Brill, 2014 (ISBN 9781848882966), p. 87-116.

### Sur GeorgesIeret la famille royale de Grèce
- Celia Bertin, Marie Bonaparte, Paris, Perrin, 1982 (ISBN 226201602X).
- (en) Arturo B. Eéche, Michael of Greece et Helen Hemis-Markesinis, The Royal Hellenic dynasty, Eurohistory, 2007 (ISBN 0977196151).
- (en) Julia Gelardi, Born to Rule : Granddaughters of Victoria, Queens of Europe, Headline Review, 2006 (ISBN 0755313925).
- (es) Ricardo Mateos Sáinz de Medrano, La Familia de la Reina Sofía, La Dinastía griega, la Casa de Hannover y los reales primos de Europa, Madrid, La Esfera de los Libros, 2004 (ISBN 84-9734-195-3).
- (en) Alan Palmer et Michael of Greece, The Royal House of Greece, Weidenfeld Nicolson Illustrated, 1990 (ISBN 0297830600).
- (en) George Nicholas Tantzos, The Inheritors of Alexander the Great : An Illustrated History, Atlantic International Publications, 1987 (ISBN 093831100X).
- (en) Evelyn E. P. Tisdall, Royal Destiny : The royal Hellenic cousins, Stanley Paul, 1955 (ASIN B00187Q27O).
- (en) John Van der Kiste, Kings of the Hellenes : The Greek Kings, 1863-1974, Sutton Publishing, 1994 (ISBN 0750921471).
- (en) Hugo Vickers, Alice, Princess Andrew of Greece, Londres, Hamish Hamilton, 2000 (ISBN 0-241-13686-5).

### Souvenirs et mémoires des princes de Grèce
- Prince Christophe de Grèce (trad. Henri Delgove), Le Monde et les cours : mémoires de S.A.R. le prince Christophe de Grèce, Paris, Plon, 1939 (BNF 31945828).
- Michel de Grèce, Mémoires insolites, Paris, XO éditions, 2004 (ISBN 2-84563-186-3).
- (en) Prince Nicholas of Greece, My Fifty Years, Londres, Hutchinson & Co., 1926.
- (en) Prince Nicholas of Greece, Political Memoirs, Londres, Hutchinson & Co., 1928.
- (en) Grand Duchess George of Russia, A Romanov Diary, Londres, Atlantic International Publications, 1988 (ISBN 0938311093).

### Histoire de la Grèce
- (en) John Campbell et Philip Sherrard, Modern Greece, Londres, Ernest Benn, 1968 (ISBN 0510379516).
- (en) Philip Carabott, « Politics, Orthodoxy and the Language Question in Greece : The Gospel Riots of November 1901 », Journal of Mediterranean Studies, no 3,‎ 1993.
- (en) Richard Clogg, A Concise History of Modern Greece, Cambridge, University Press, 1992, 291 p. (ISBN 978-0-521-00479-4, lire en ligne).
- Joëlle Dalègre, Grecs et Ottomans 1453-1923 : de la chute de Constantinople à la disparition de l'Empire ottoman, Paris, L'Harmattan, 2002, 264 p. (ISBN 2747521621).
- (en) Theocharis E. Detorakis, History of Crete, Héraklion, 1994 (ISBN 960-220-712-4).
- Édouard Driault et Michel Lhéritier, Histoire diplomatique de la Grèce de 1821 à nos jours : Le Règne d'Othon - La Grande Idée (1830-1862), t. II, PUF, 1926 (lire en ligne).
- Édouard Driault et Michel Lhéritier, Histoire diplomatique de la Grèce de 1821 à nos jours : Le Règne de Georges Ier avant le traité de Berlin (1862-1878) - Hellénisme et slavisme, t. III, PUF, 1926 (lire en ligne).
- Édouard Driault et Michel Lhéritier, Histoire diplomatique de la Grèce de 1821 à nos jours : Suite du règne de Georges Ier jusqu'à la Révolution turque (1878-1908) - Hellénisme et Germanisme, t. IV, PUF, 1926 (lire en ligne).
- Édouard Driault et Michel Lhéritier, Histoire diplomatique de la Grèce de 1821 à nos jours : La Grèce et la Grande Guerre - De la Révolution turque au traité de Lausanne (1908-1923), t. V, PUF, 1926 (lire en ligne).
- (en) Edward S. Forster, A Short History of Modern Greece 1821-1956, Londres, Methuen and Co, 1958.
- (en) Richard C. Hall, The Balkan Wars 1912-1913 : Prelude to the First World War, Londres et New York, Routledge, 2000 (ISBN 0415229464).
- (en) Paschalis M Kitromilides, Eleftherios Venizelos : The Trials of Statesmanship, Athènes, ational Hellenic Research Fondation, 2006 (ISBN 0-7486-2478-3).
- (en) Michael Llewellyn Smith, Olympics in Athens : 1896, Londres, Profile Books, 2004 (ISBN 1-8619-7342-X).
- Marc Terrades, Le Drame de l'hellénisme : Ion Dragoumis (1878-1920) et la question nationale en Grèce au début du XXe siècle, L'Harmattan, coll. « Études grecques », 2005 (ISBN 2-7475-7788-0).
- Jean Tulard, Histoire de la Crète, PUF, 1979 (ISBN 2-13-036274-5).
- Apostolos Vacalopoulos, Histoire de la Grèce moderne, Horvath, 1975 (ISBN 2-7171-0057-1).
- (en) C. M. Woodhouse, Modern Greece : A Short History, Faber and Faber, 1998 (ISBN 978-0-571-19794-1, lire en ligne).

### Bases de données et dictionnaires
- Ressources relatives aux beaux-arts :   - British Museum
  - National Portrait Gallery
  - Te Papa Tongarewa
- Ressource relative au sport :   - Olympedia
- Notices dans des dictionnaires ou encyclopédies généralistes :   - Biographisches Lexikon zur Geschichte Südosteuropas
  - Britannica
  - Brockhaus
  - Dansk biografisk leksikon
  - Den Store Danske Encyklopædi
  - Deutsche Biographie
  - Dizionario di Storia
  - Enciclopedia De Agostini
  - Gran Enciclopèdia Catalana
  - Hrvatska Enciklopedija
  - Internetowa encyklopedia PWN
  - Nationalencyklopedin
  - Proleksis enciklopedija
  - Store norske leksikon
  - Treccani
  - Universalis
  - Visuotinė lietuvių enciklopedija
- Notices d'autorité :   - VIAF
  - ISNI
  - BnF (données)
  - IdRef
  - LCCN
  - GND
  - Pays-Bas
  - Israël
  - Vatican
  - Grèce
  - WorldCat

### Autres liens externes
- Traités de 1863-1864 permettant à Guillaume de Danemark de monter sur le trône hellénique
- (en) The Peerage (fiche généalogique)